# Musée Calouste-Gulbenkian
 (mars 2022).
Si vous disposez d'ouvrages ou d'articles de référence ou si vous connaissez des sites web de qualité traitant du thème abordé ici, merci de compléter l'article en donnant les références utiles à sa vérifiabilité et en les liant à la section « Notes et références ».
Le musée Calouste-Gulbenkian est un musée situé à Lisbonne qui possède l'une des plus importantes collections privées d'art au monde, couvrant des œuvres de l'Égypte antique, de l'art du monde islamique, de la Chine et du Japon, ainsi que des arts décoratifs français, des bijoux de René Lalique et des tableaux de maîtres peintres tels que Rembrandt, Rubens, Monet, Renoir, Manet, Edgar Degas et Turner.
La collection appartient à la fondation Calouste-Gulbenkian, fondée selon les dernières volontés de l'homme d'affaires arménien Calouste Gulbenkian, entre autres afin d'abriter et de présenter au public ses collections privées composées de plus de 6 000 pièces dont 1 000 font partie de l'exposition permanente.
Le Musée est fermé pour travaux de rénovation jusqu'en juillet 2026.

## Genèse du musée

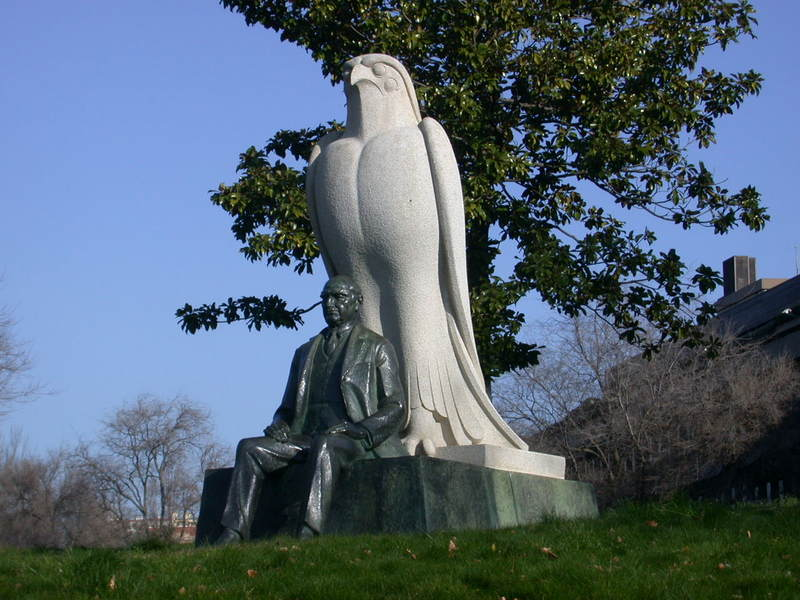
Statue de Calouste Gulbenkian à proximité de l'entrée de la Fondation.

Né en 1869 à Scutari, l'Arménien Calouste Gulbenkian était un homme d'affaires important qui fit fortune dans le domaine des industries pétrolières. Collectionneur, il vécut les treize dernières années de sa vie entre Paris et Lisbonne, ville où il mourut en 1955. Manifestant le souci de voir les œuvres d'art qu'il avait rassemblées pendant près de quarante ans réunies sous un même toit, il institua une fondation portant son nom, dont les statuts furent approuvés en 1956. L'un des objectifs de cette fondation consiste en un musée. Situé à l'intérieur de l'un des  parcs de la capitale portugaise, le Parc de Santa Gertrudes, à l'intersection des avenues Berna et António Augusto de Aguiar, le musée Calouste-Gulbenkian fut institué en 1960 et inauguré en 1969. Le bâtiment, signé Atouguia, Cid et Pessoa, constitue une référence de l'architecture muséologique portugaise, avec de nombreuses ouvertures vers l'extérieur, permettant au visiteur d'établir un dialogue permanent entre la nature et l'art.
En 1983 a été adjoint au musée un centre d'art moderne qui a été pendant de nombreuses années le seul d'importance au Portugal. Aujourd'hui encore, il joue un rôle important en organisant des rétrospectives et en soutenant l'activité artistique par des subventions ou en financement des projets propres dans ces 4 domaines d’intérêts : l’éducation musicale et le perfectionnement des musiciens, le soutien à la musique et aux musiciens contemporains, l’étude et la représentation d’œuvres méconnues et le développement de l’intérêt du public pour la musique et la création de nouveaux publics. On peut y découvrir quelques-uns des maîtres de la peinture portugaise des années 1910 à nos jours comme Eduardo Viana, Amadeo de Souza-Cardoso ou José de Almada Negreiros dont le musée conserve le célèbre Portrait de Fernando Pessoa au café Irmãos Unidos à Porto.

## Galeries d'exposition permanente

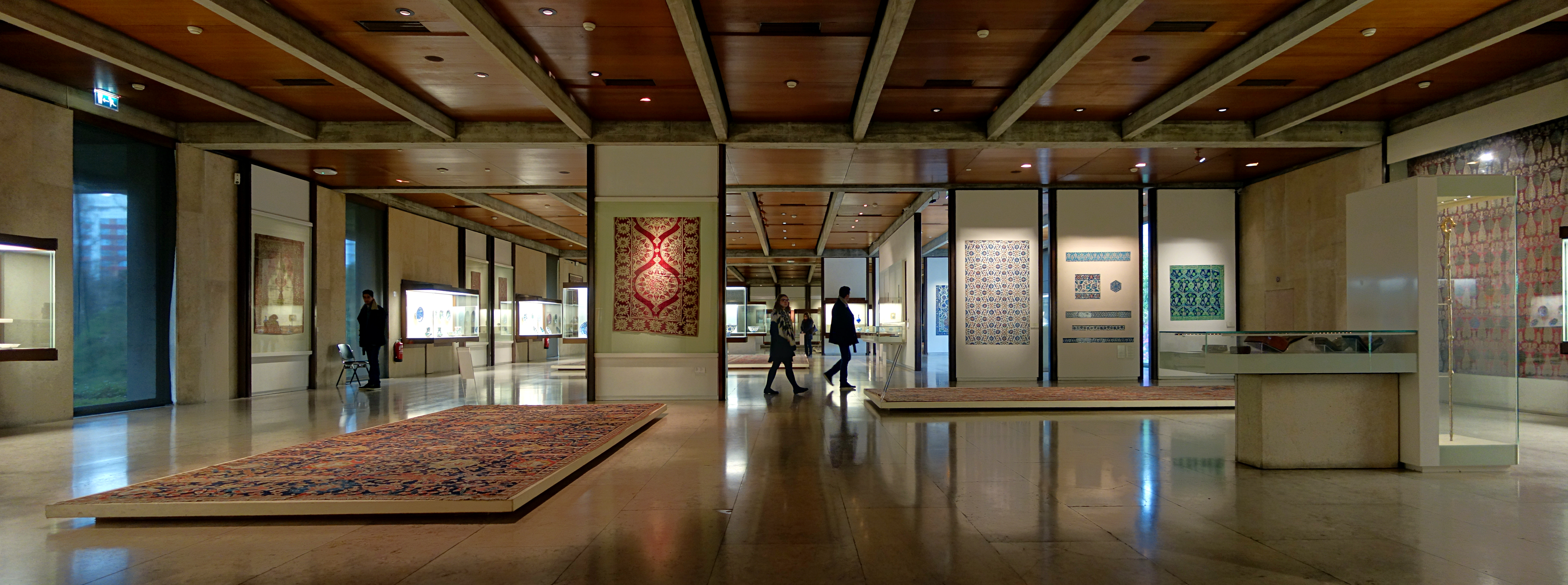
Salle réservée à l'art de l'Orient islamique. La muséographie répond à la volonté du fondateur, qui tenait à ce que chacun pût ressentir « dans le silence et la lumière, les joies qu'il avait lui-même éprouvées. »

La répartition et l'articulation des galeries d'exposition permanente, toutes situées au premier étage, autour de deux patios, ont été orientées par une systématisation chronologique et géographique qui a été à l'origine de deux circuits indépendants correspondant aux deux époques traitées par le musée : le premier circuit est consacré à l'art classique et oriental (Égypte, Mésopotamie, arts d'Islam, Arménie…) tandis que le second est consacré à la sculpture et la peinture européenne, du XIe au XXe siècle.
L'éclectisme de l'ensemble reflète les préférences du collectionneur, qui s'est laissé guider en permanence par ses goûts personnels.

### Art classique et oriental
Le premier parcours se déploie à travers les galeries réservées à l'Égypte, à la Grèce et à Rome (en passant par l'Assyrie), à l'Orient islamique ainsi qu'à l'Extrême-Orient.

#### De l'Égypte à Rome
Les œuvres de la première salle témoignent de différents moments historiques et artistiques de la civilisation égyptienne, de l'Ancien Empire jusqu'à l'Époque romaine. L'art égyptien est représenté notamment par une riche collection de statuettes et de statues funéraires polychromes, une barque solaire en bronze (Djedher) de la XXXe dynastie et un masque de momie en argent doré. Des témoignages de l'art mésopotamien et gréco-romain, et en particulier une sélection de monnaies grecques et de médaillons d'Aboukir suivie d'un monumental bas-relief assyrien en albâtre provenant du palais de Nimrud (IXe siècle av. J.-C.), sont exposés dans la galerie suivante. On peut également admirer une tête féminine en marbre blanc attribuée au sculpteur grec Phidias (Ve siècle av. J.-C.).

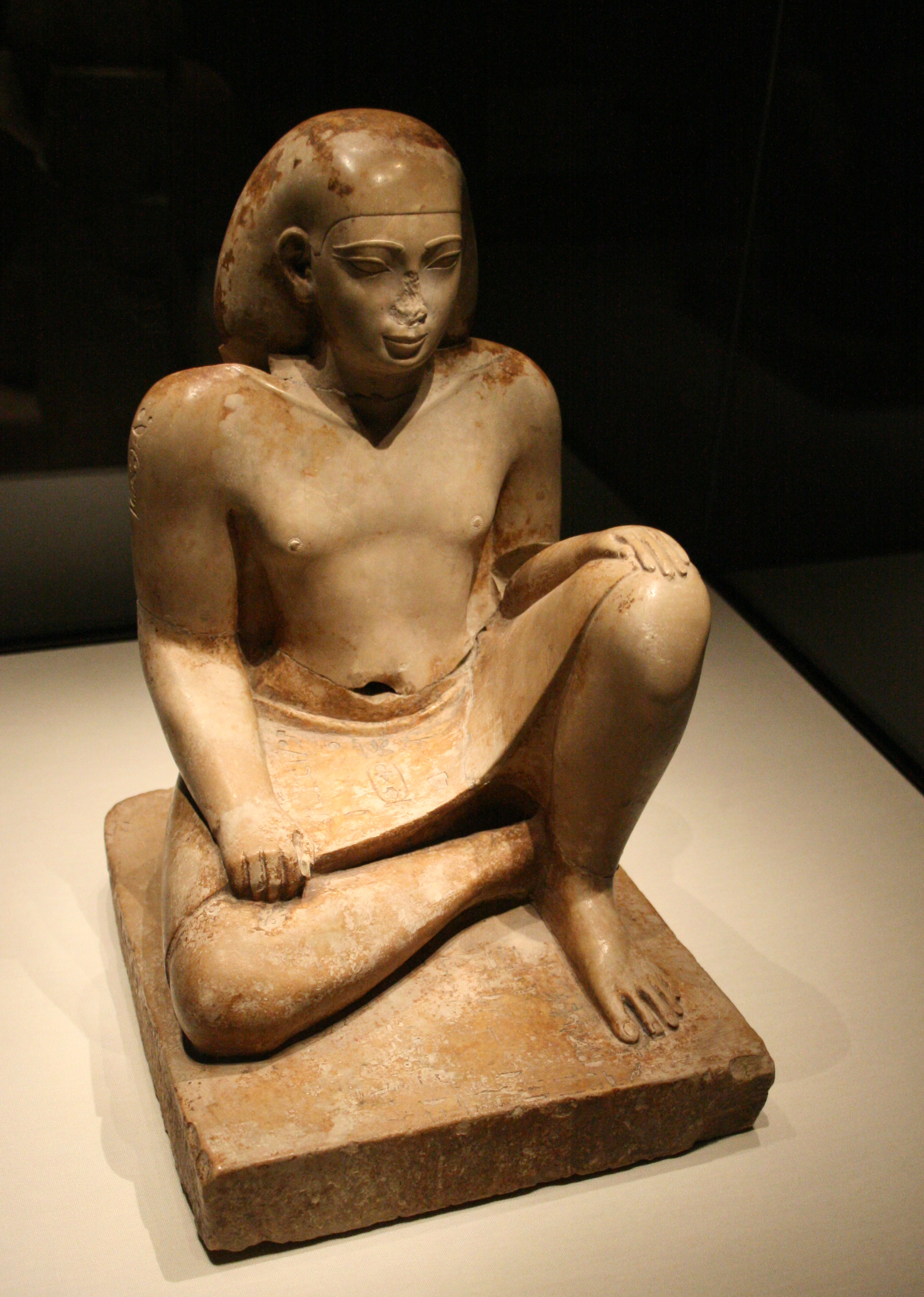
Sculpture datant de la XXVIe dynastie égyptienne.
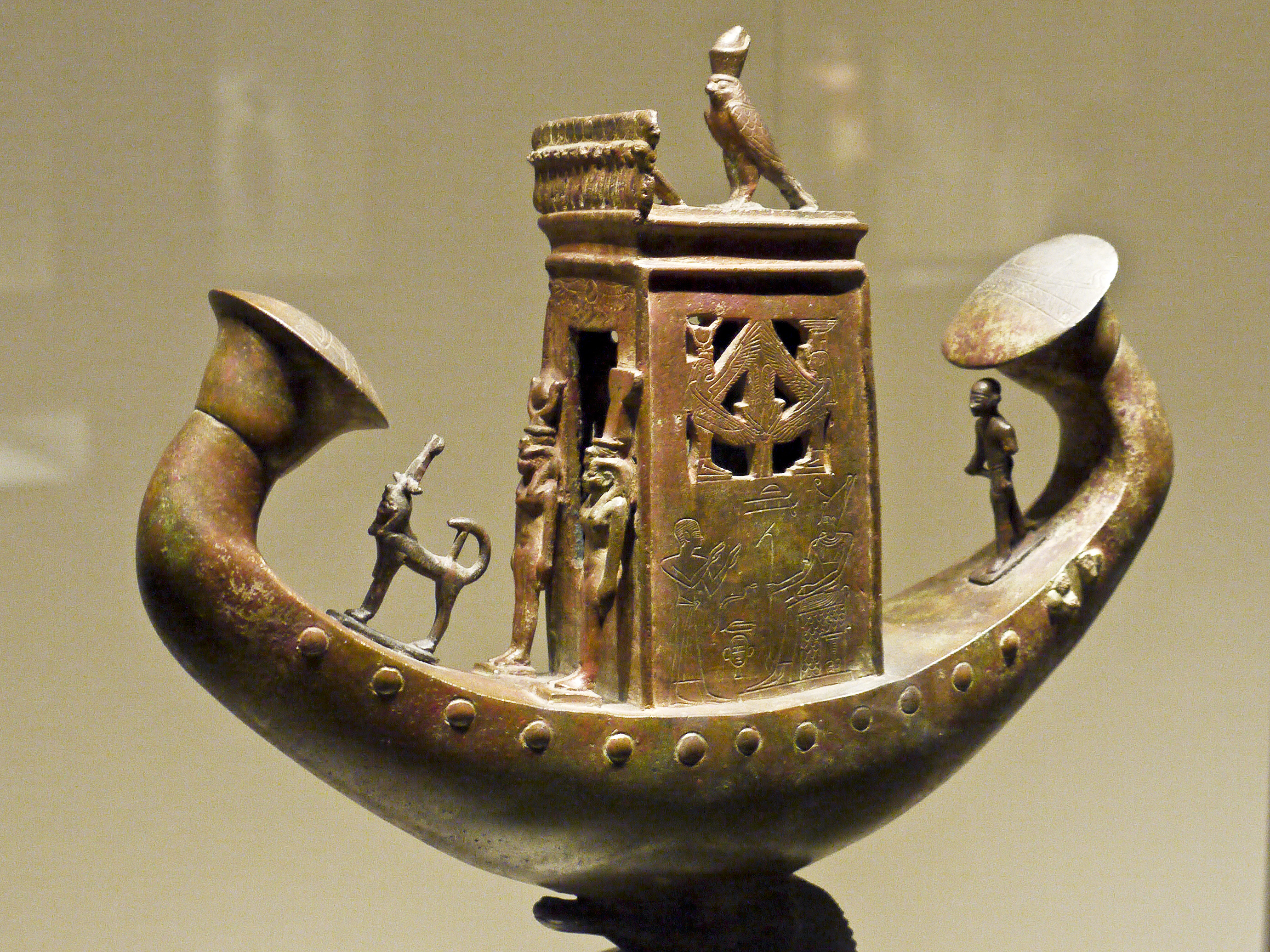
Barque solaire en bronze.
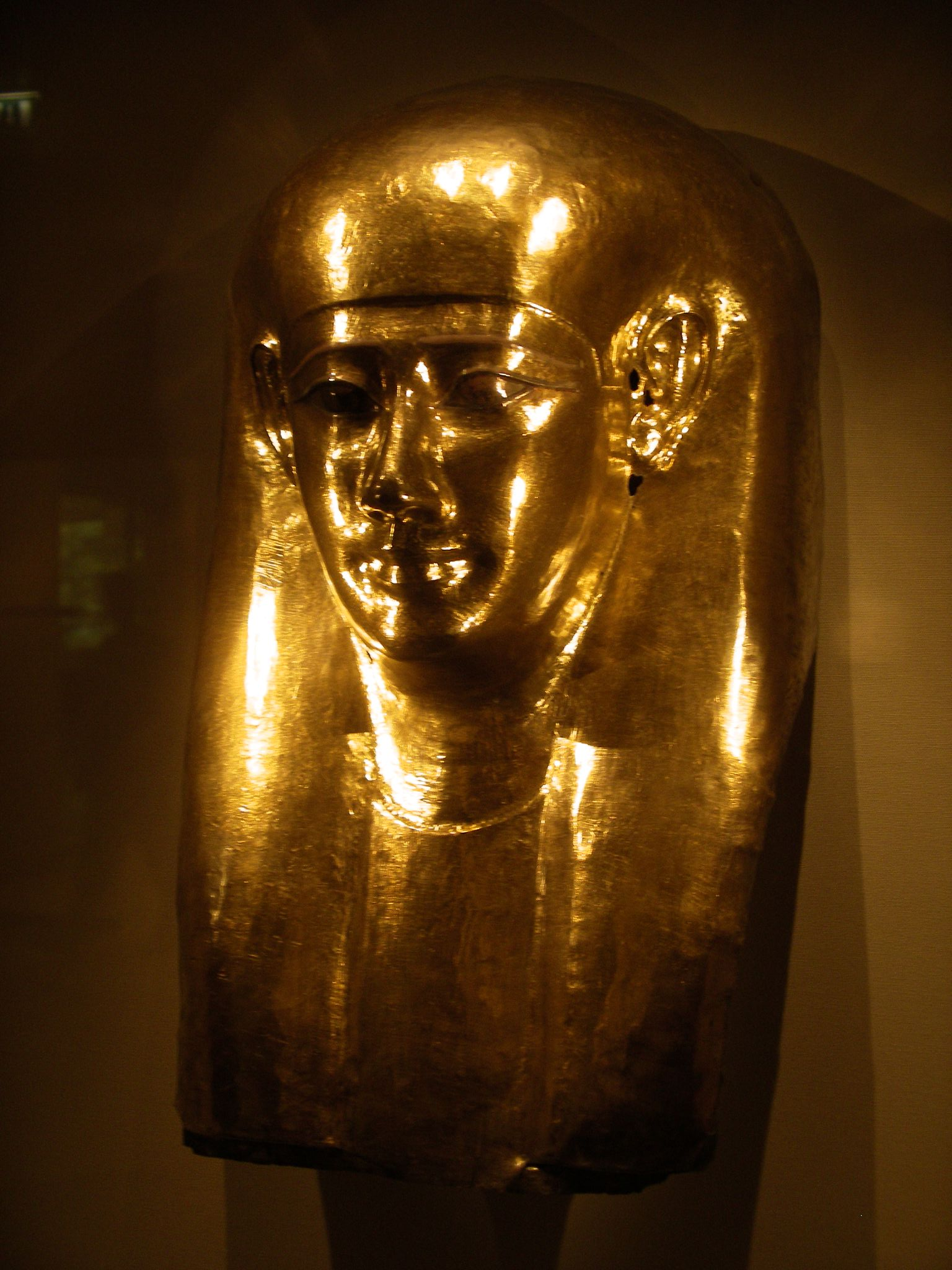
Masque de momie en argent doré.
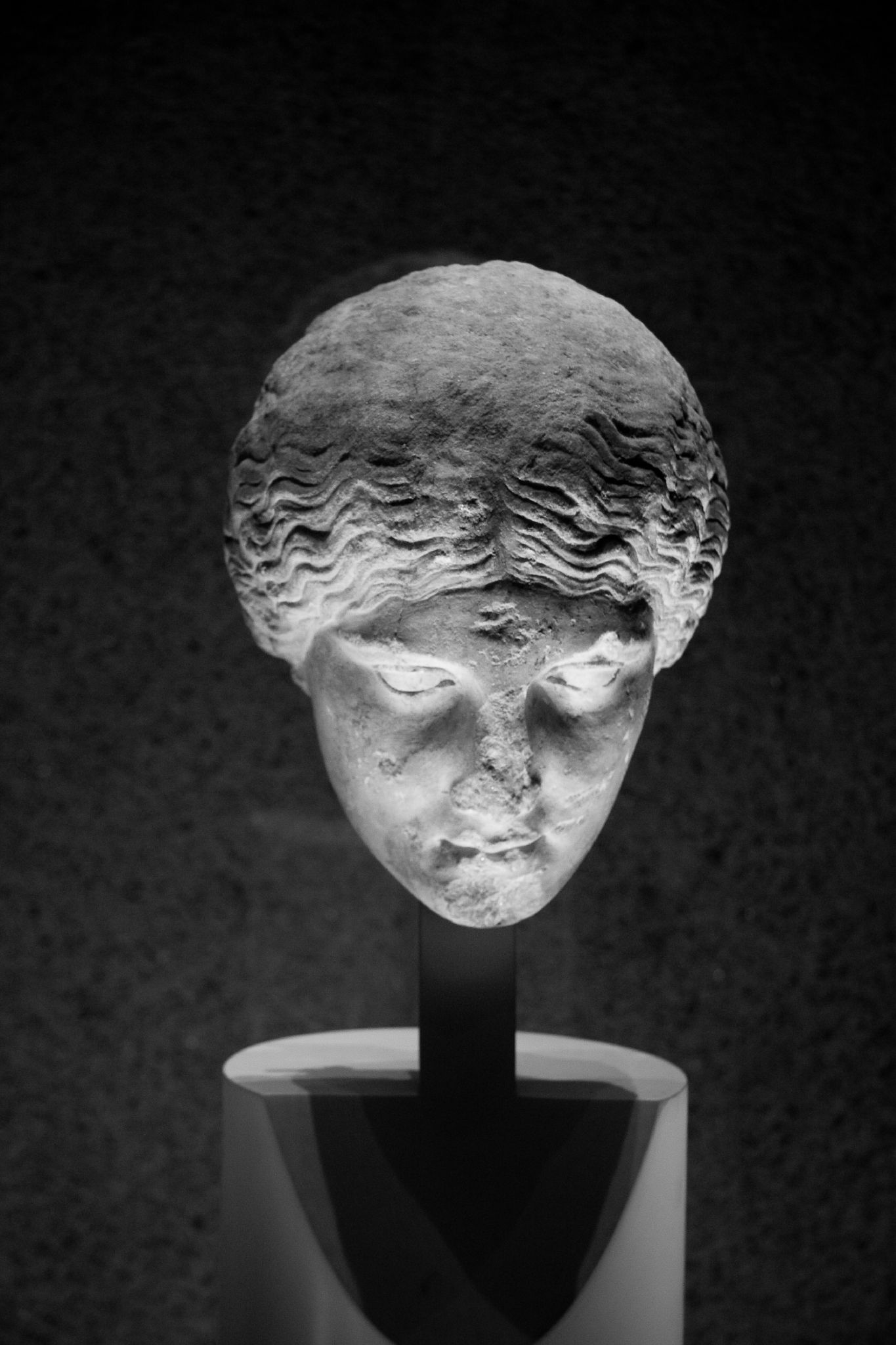
Tête féminine attribuée à Phidias.

#### Orient islamique
C'est peut-être en raison de ses origines que Calouste Gulbenkian révéla un intérêt particulier pour la production artistique de l'Orient et acquit de nombreux objets : des céramiques, des tapis, des tissus, des enluminures, des reliures et des lampes de mosquée. Ces pièces qui reflètent les tendances les plus variées des arts perse, turc, syrien, caucasien, arménien et indien, du XIIe au XVIIIe siècle, sont exposés dans la galerie de l'Orient islamique avec un choix exceptionnel de faïences d'Iznik ornées de tulipes, de jacinthes ou d'œillets, de tapis turcs et persans, de lampes de mosquées émaillées du XIVe siècle.

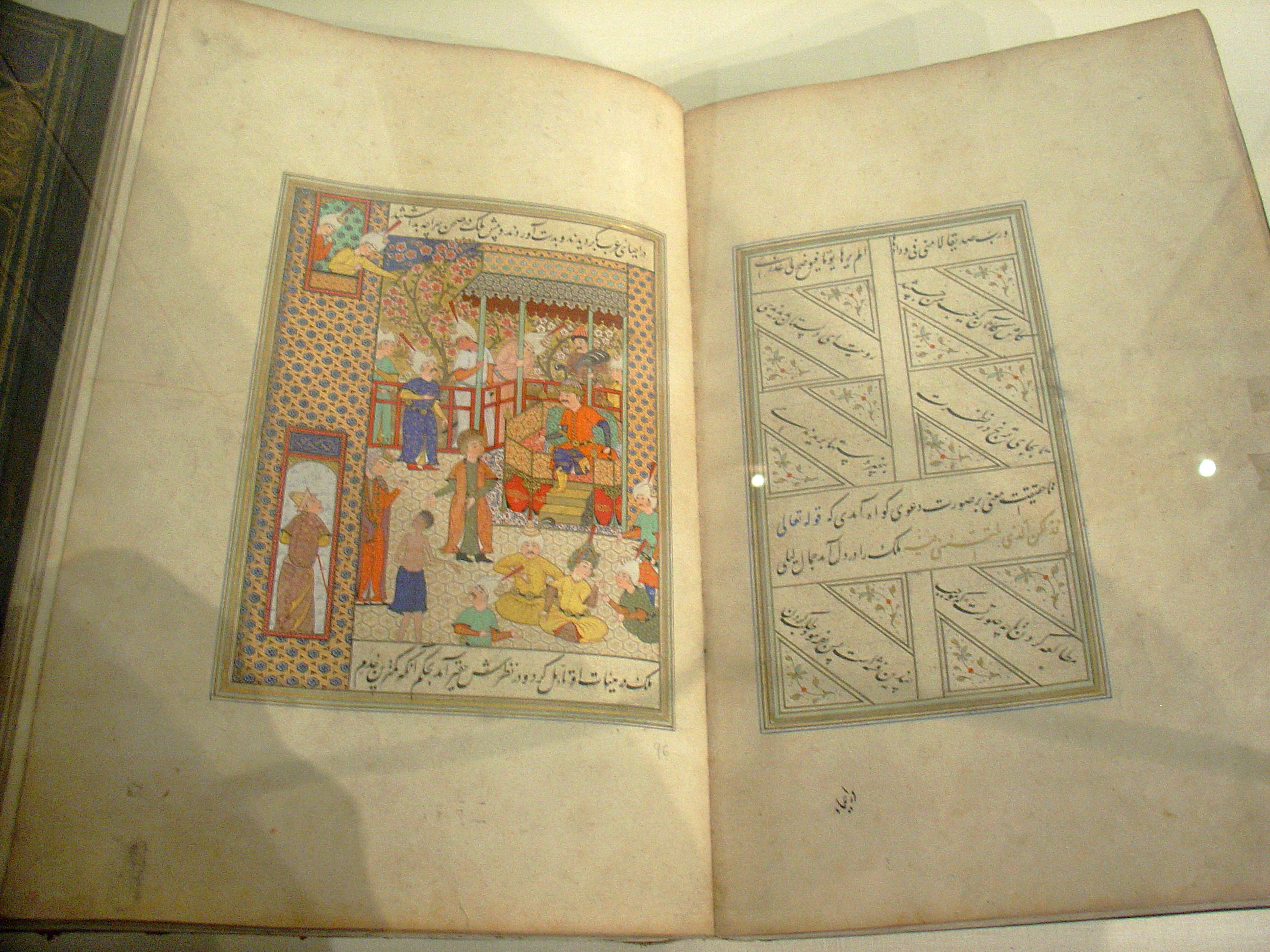
Enluminure islamique.
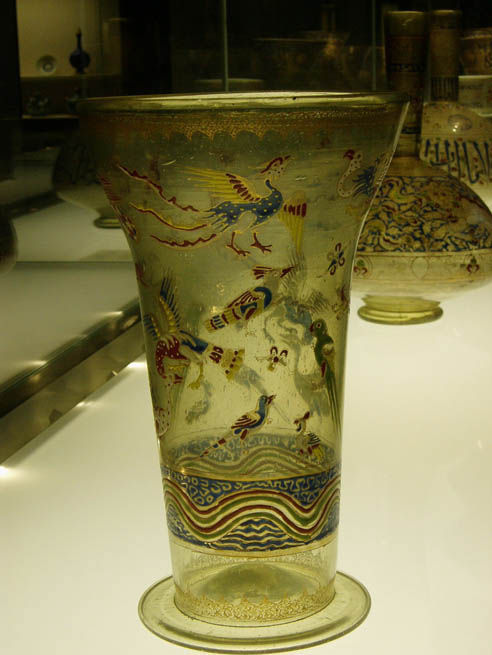
Lampe de mosquée, XIVe siècle.
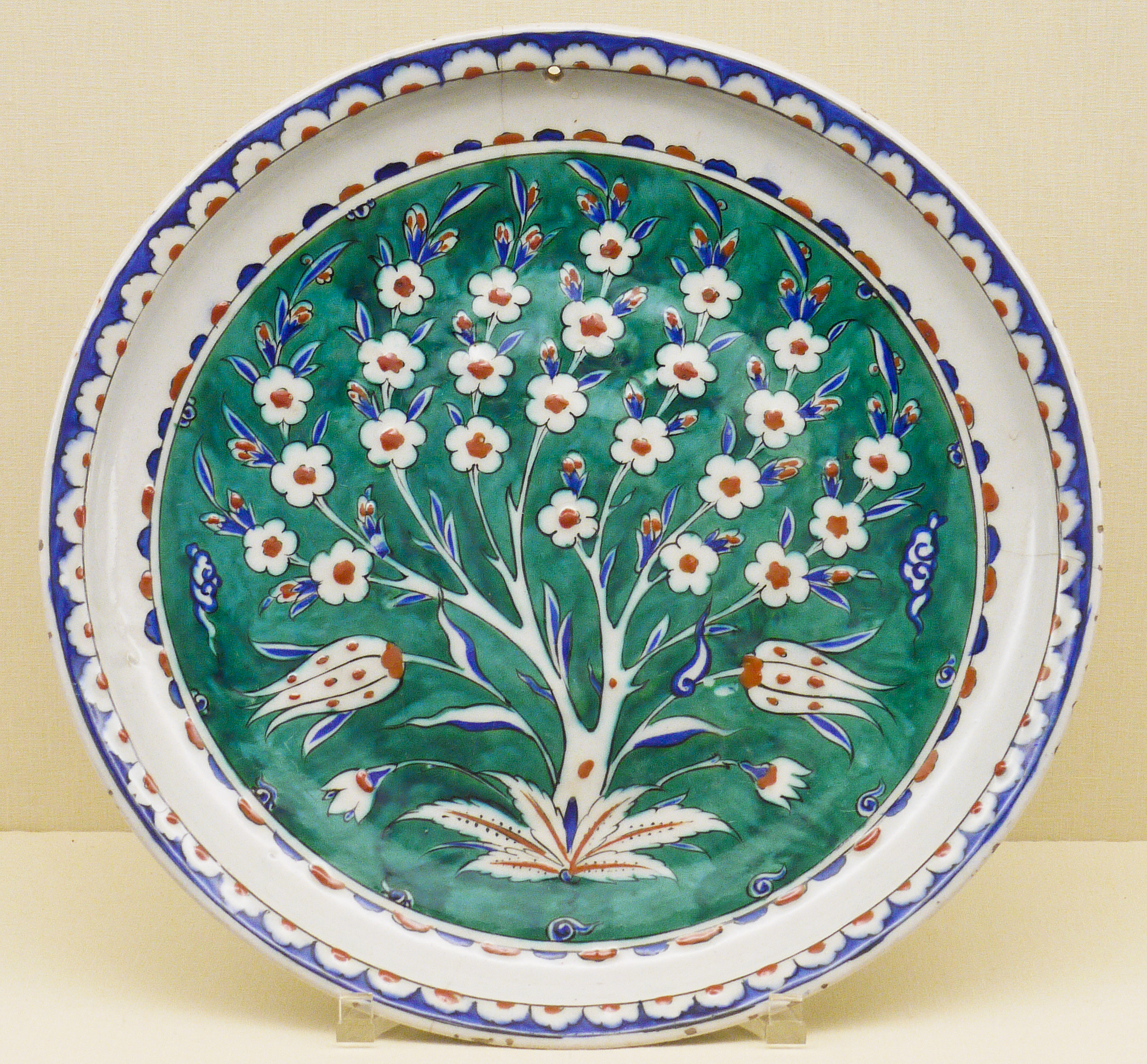
Assiette polychrome. Turquie, deuxième moitié du XVIe siècle.
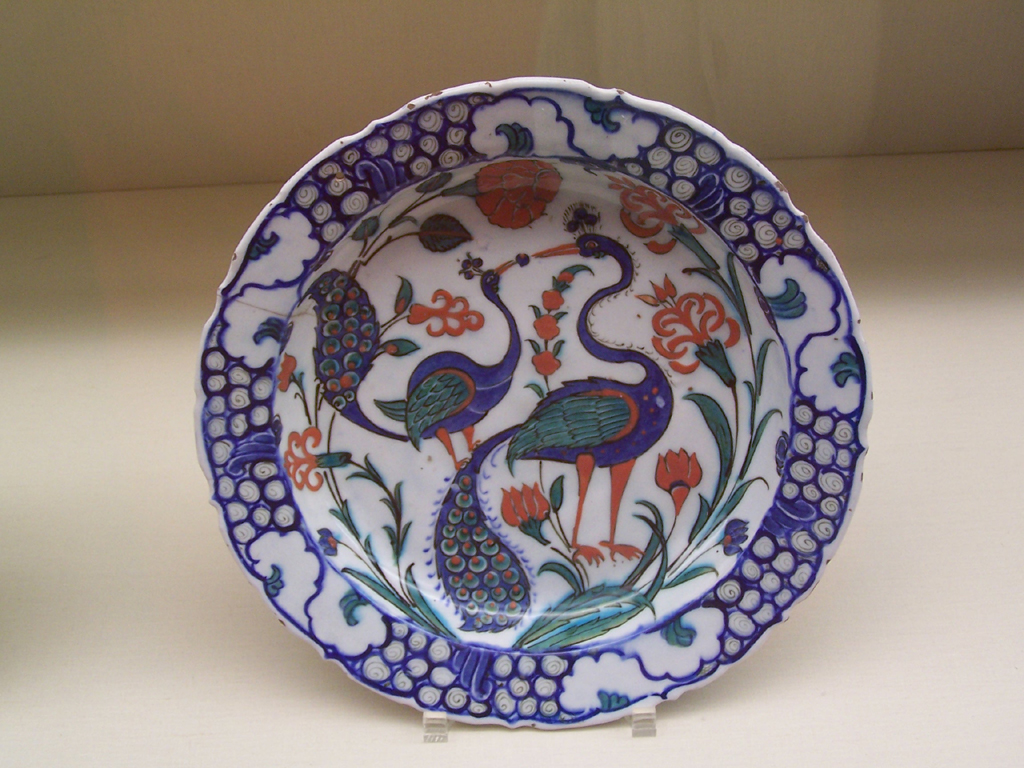
Assiette en faïence. Période ottomane.

#### Extrême-Orient
À la fin de ce circuit se trouve la galerie d'art de la Chine et du Japon, avec un grand nombre de porcelaines, de pierres dures, d'objets laqués et de tissus de la dynastie Qing. Le mécène était attiré par les estampes japonaises, les paravents laqués et la porcelaine chinoise des périodes tardives (XVIIe et XVIIIe s), caractérisée par des motifs décoratifs très colorés et assez exubérants (lions, dragons verts, etc.).

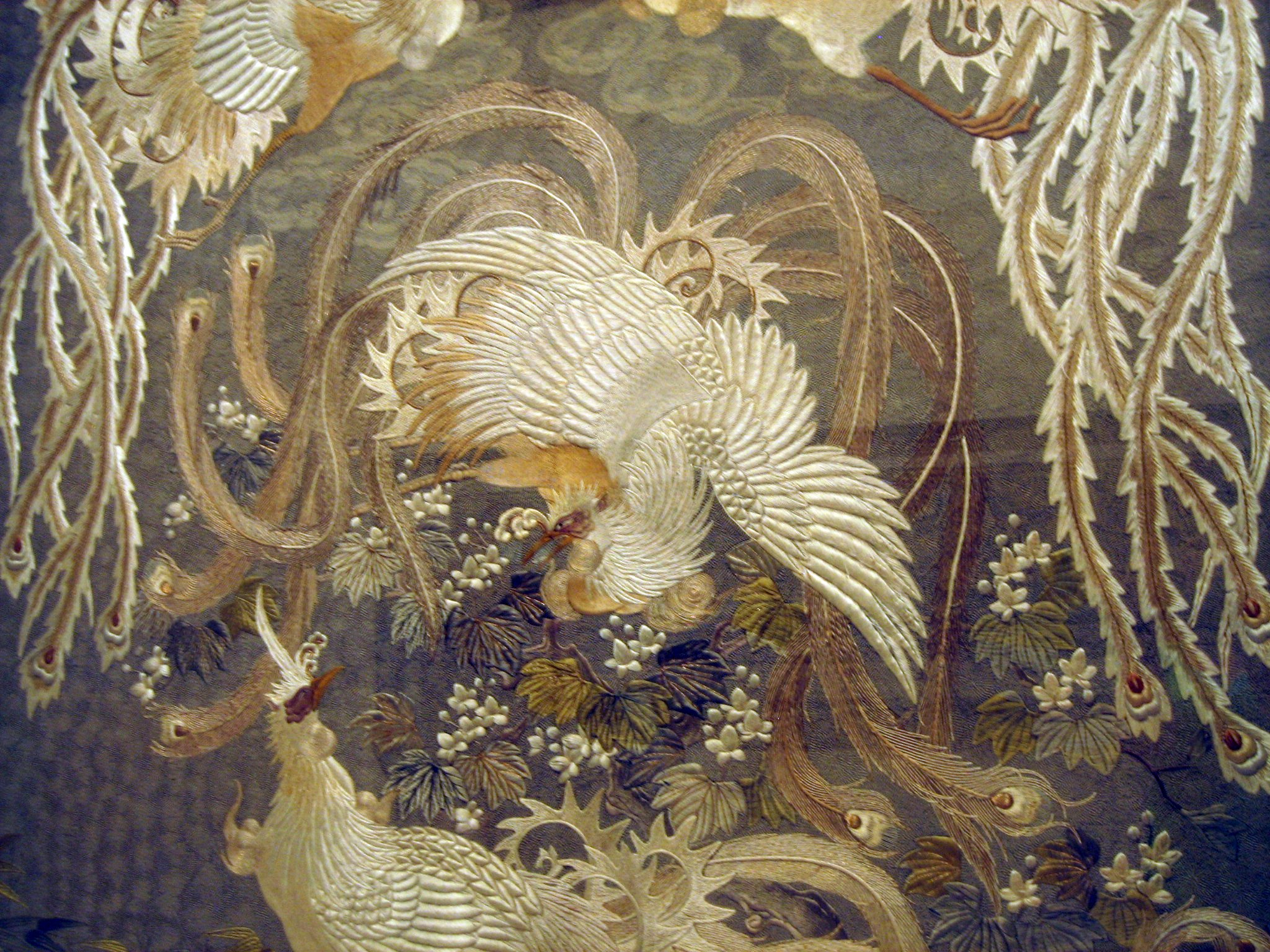
Tissu en soie du Japon.
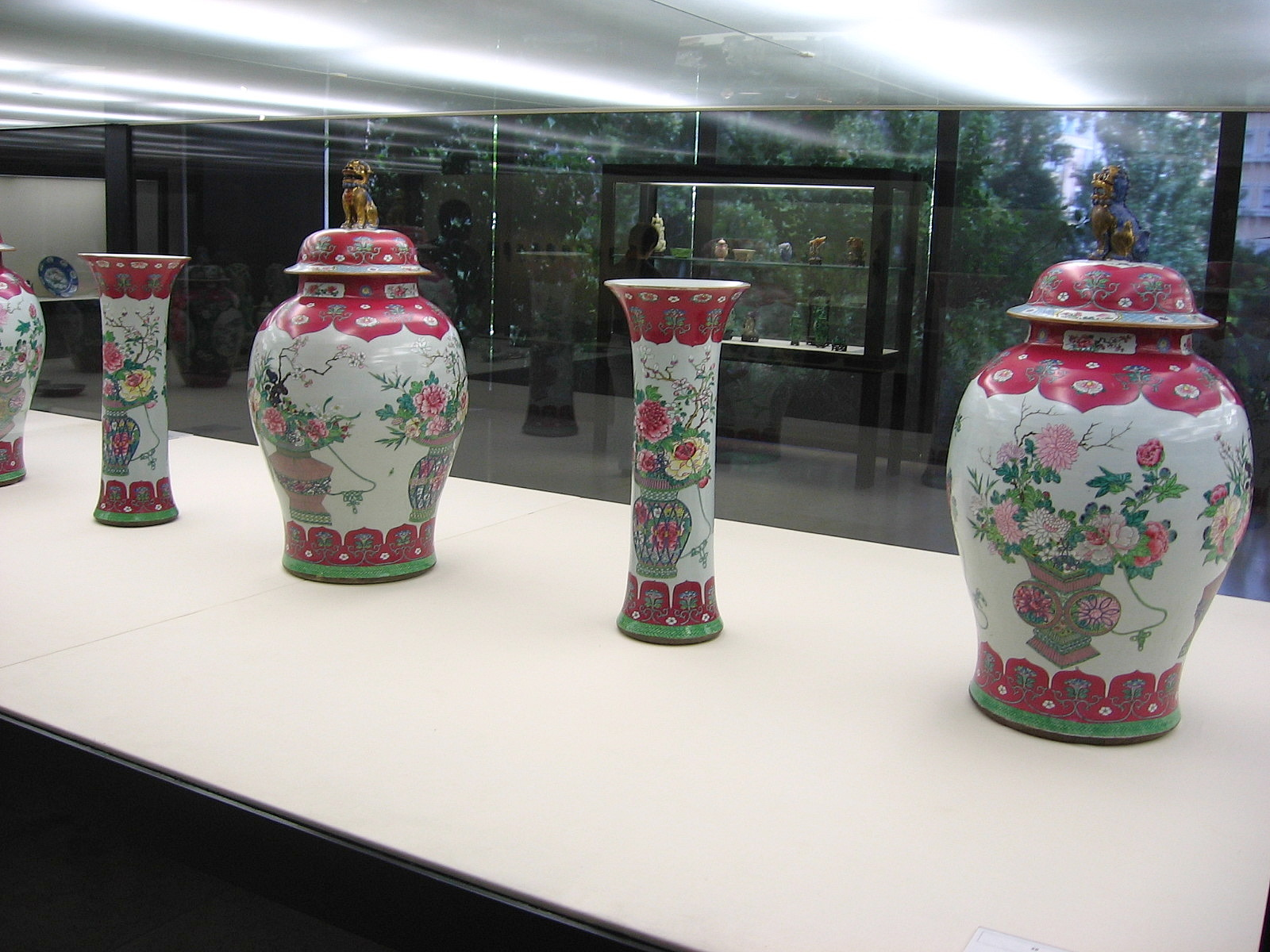
Vases et jarres chinois, famille rose sur biscuit, période Kangxi, dynastie Qing.
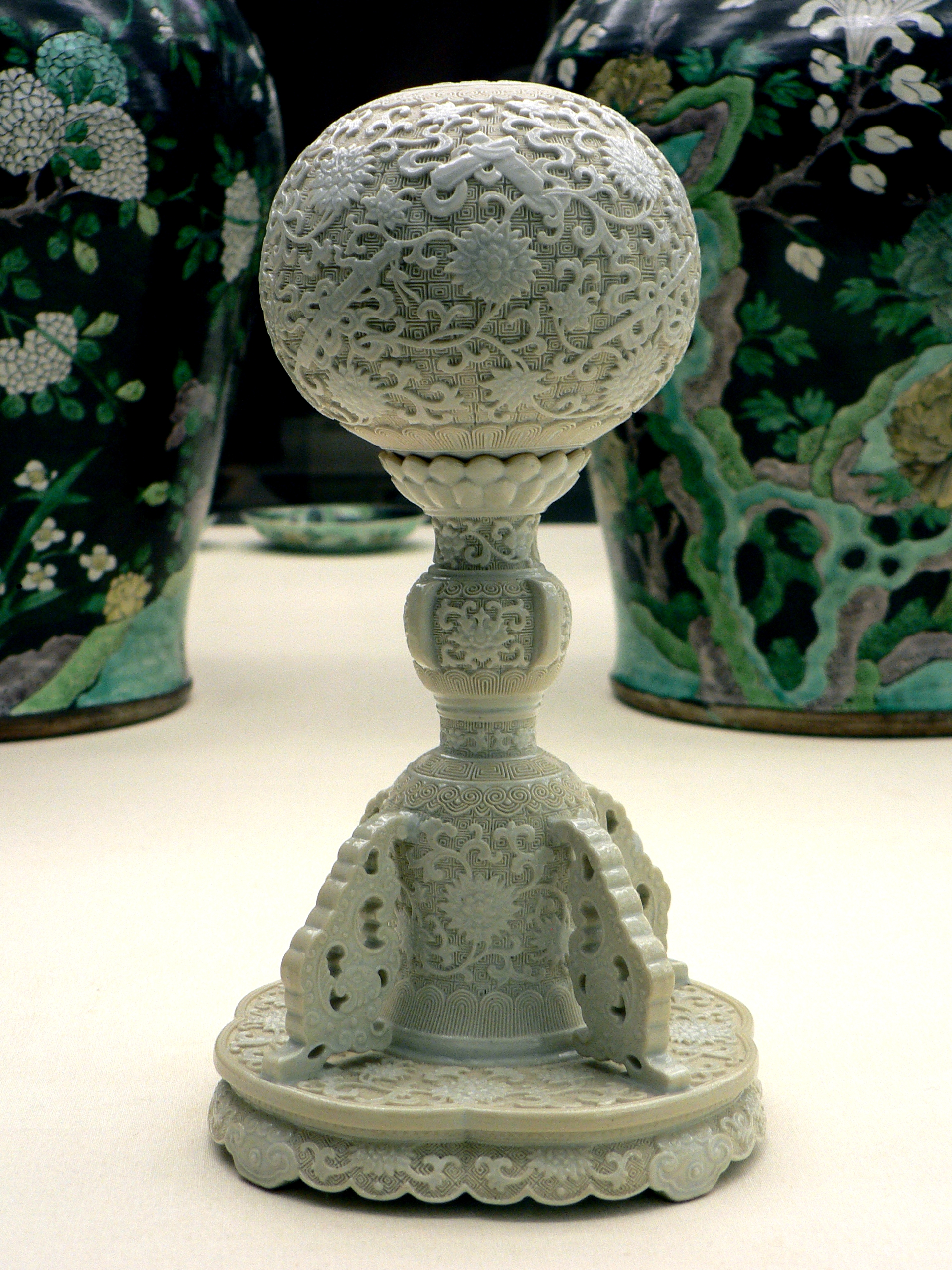
Porte-Chapeau en porcelaine blanche, Chine, dynastie Qing.
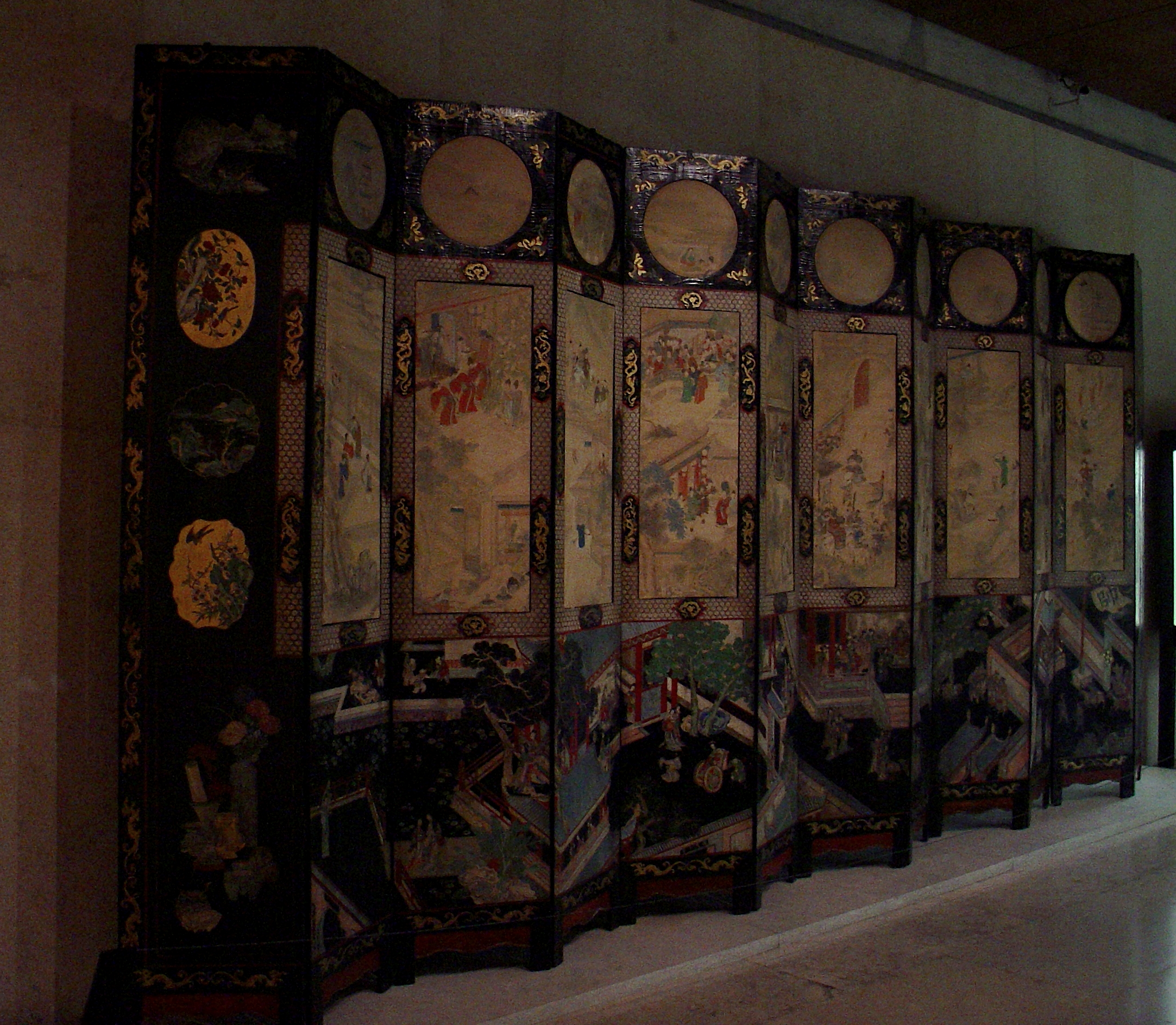
Paravent chinois.

### Art européen
Le second parcours est consacré à l'art européen, avec des sections présentant des livres manuscrits enluminés, des ivoires, des peintures, des sculptures, des médailles, des tapisseries et des tissus, ainsi que des pièces de mobilier, d'orfèvrerie et de verrerie. Ces objets illustrent les manifestations artistiques qui se sont affirmées dans différentes régions, du XIe jusqu'au milieu du XXe siècle.

#### Du Moyen Âge auXVIIesiècle
Cette section débute par un ensemble d'ivoires français du XIVe siècle et de livres manuscrits enluminés, suivis d'une sélection de sculptures et de peintures du XVe au XVIIIe siècle. L'école flamande est représentée par Jean de Liège, Rogier van der Weyden et Dirk Bouts. Les artistes italiens sont illustrés par Domenico Ghirlandaio (Portrait d'une jeune femme), des vues de Vittore Carpaccio, Giovanni Battista Moroni. Le XVIIe siècle est surtout représenté par des peintres du Nord : Frans Hals, Jacob van Ruisdael et pour terminer, Rembrandt (Portrait de vieillard) et Pierre Paul Rubens avec le Portrait d'Hélène Fourment que Gulbenkian acquit en 1925 au musée de l'Ermitage de Leningrad, à une époque où le gouvernement soviétique, friand de devises, vendait les collections réunies par Catherine II de Russie.

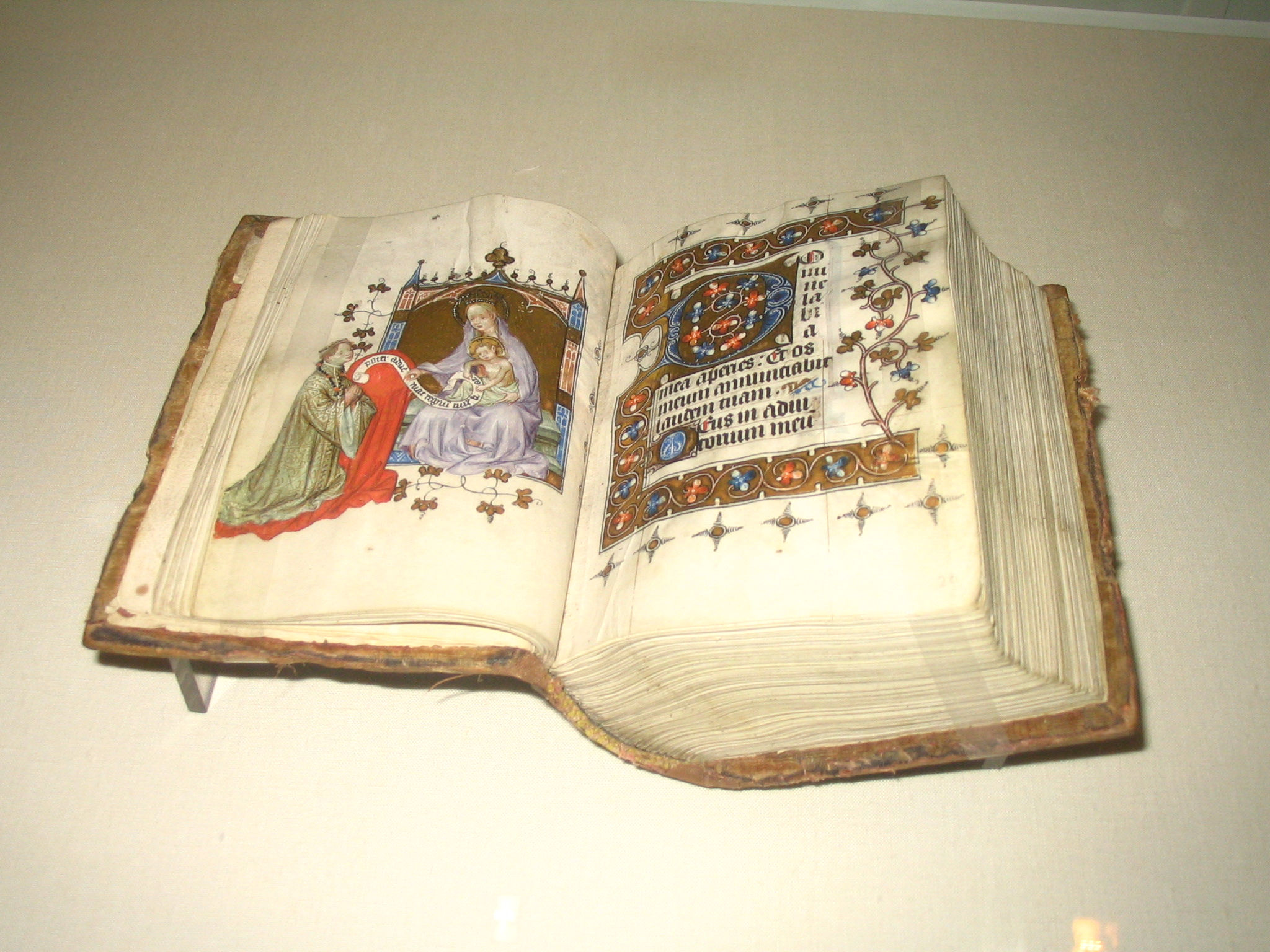
Le livre d'heures de Marguerite de Clèves, XIVe siècle.
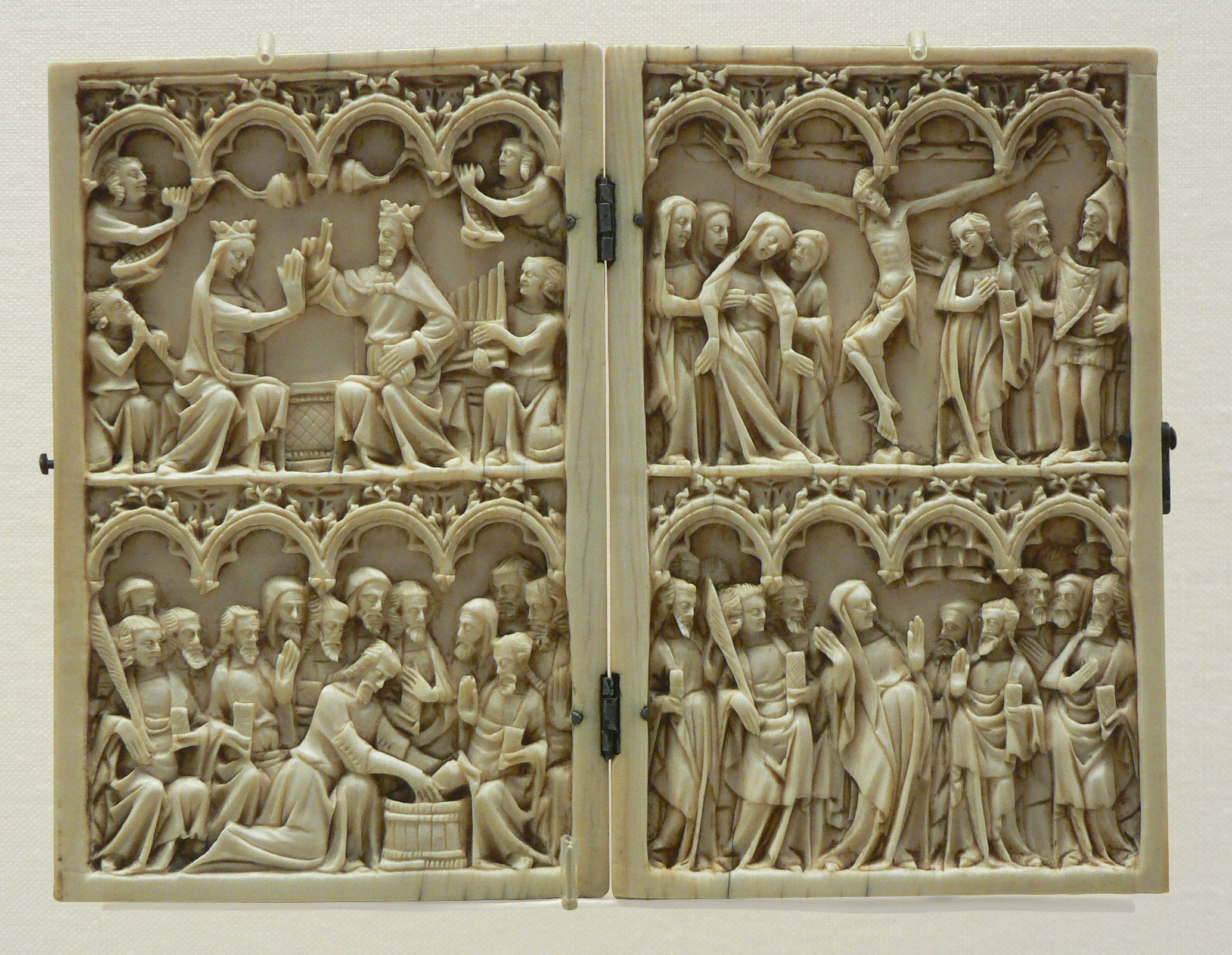
Diptyque français en ivoire, XIVe siècle.
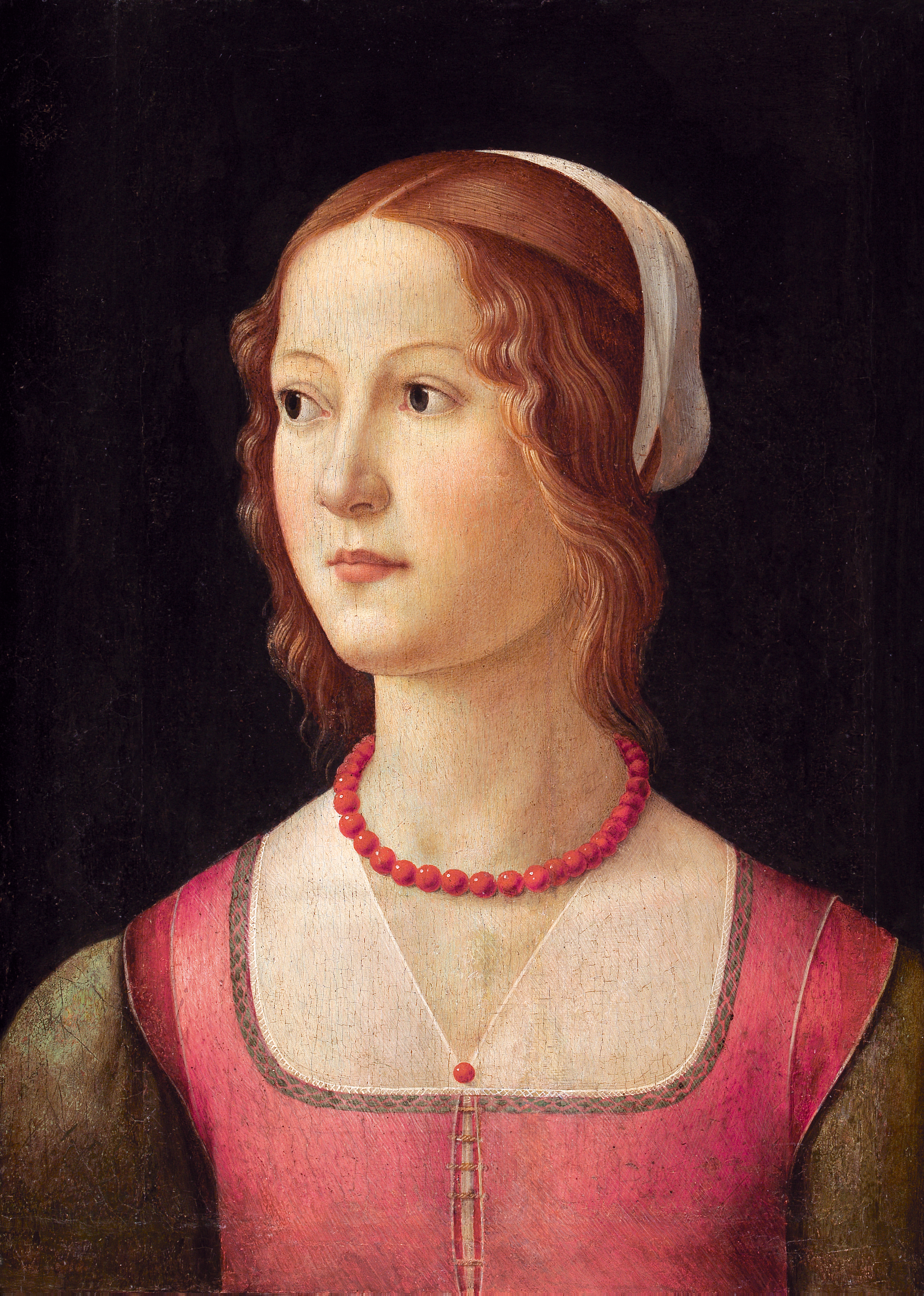
Portrait d'une jeune femme, Domenico Ghirlandaio.
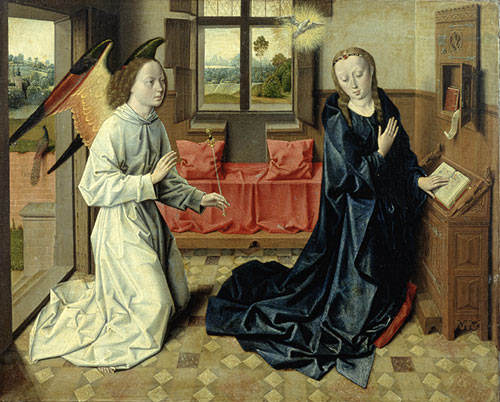
Annonciation, Dirk Bouts.
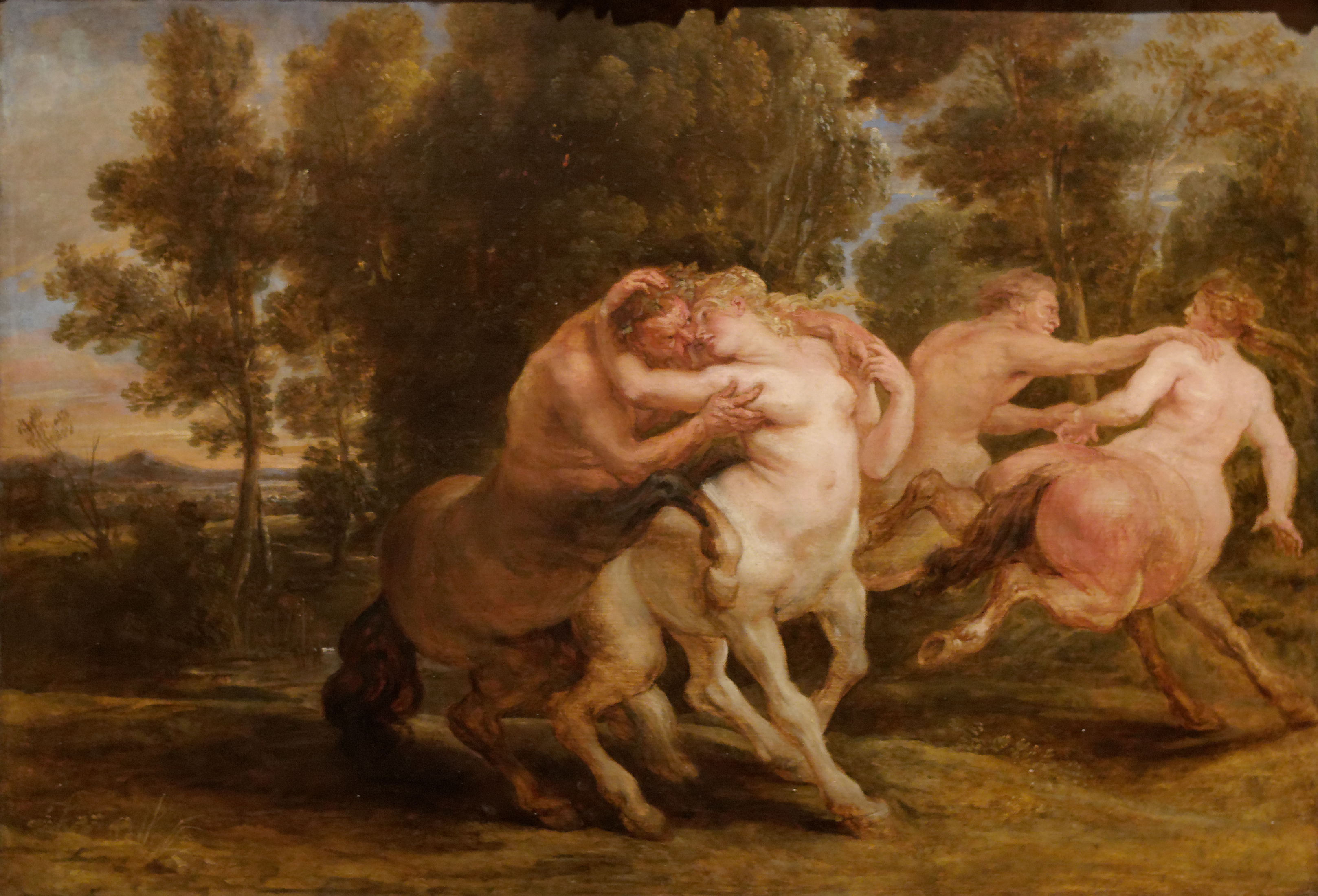
Les Amours des centaures, Pierre Paul Rubens.
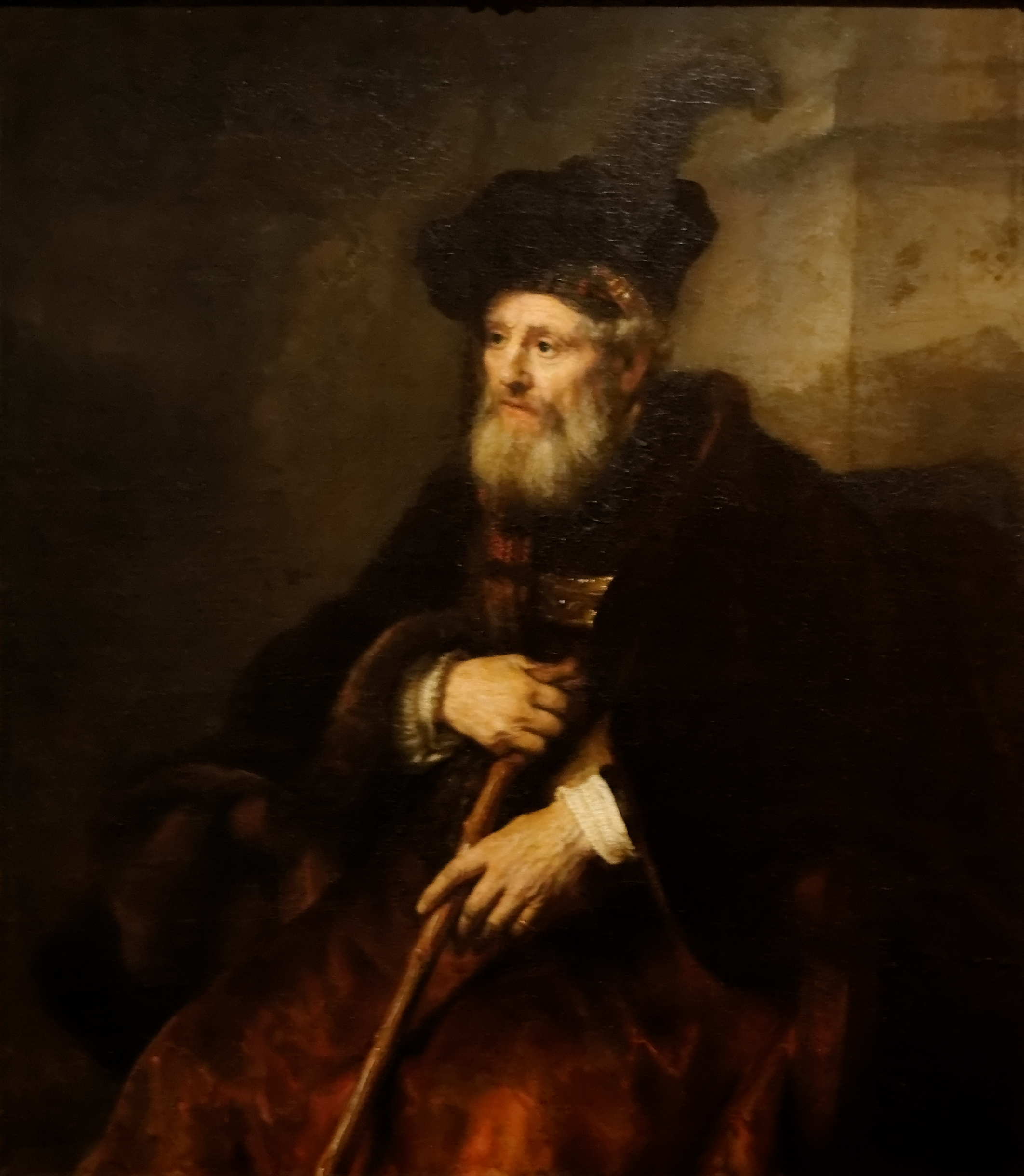
Portrait de vieillard, Rembrandt.
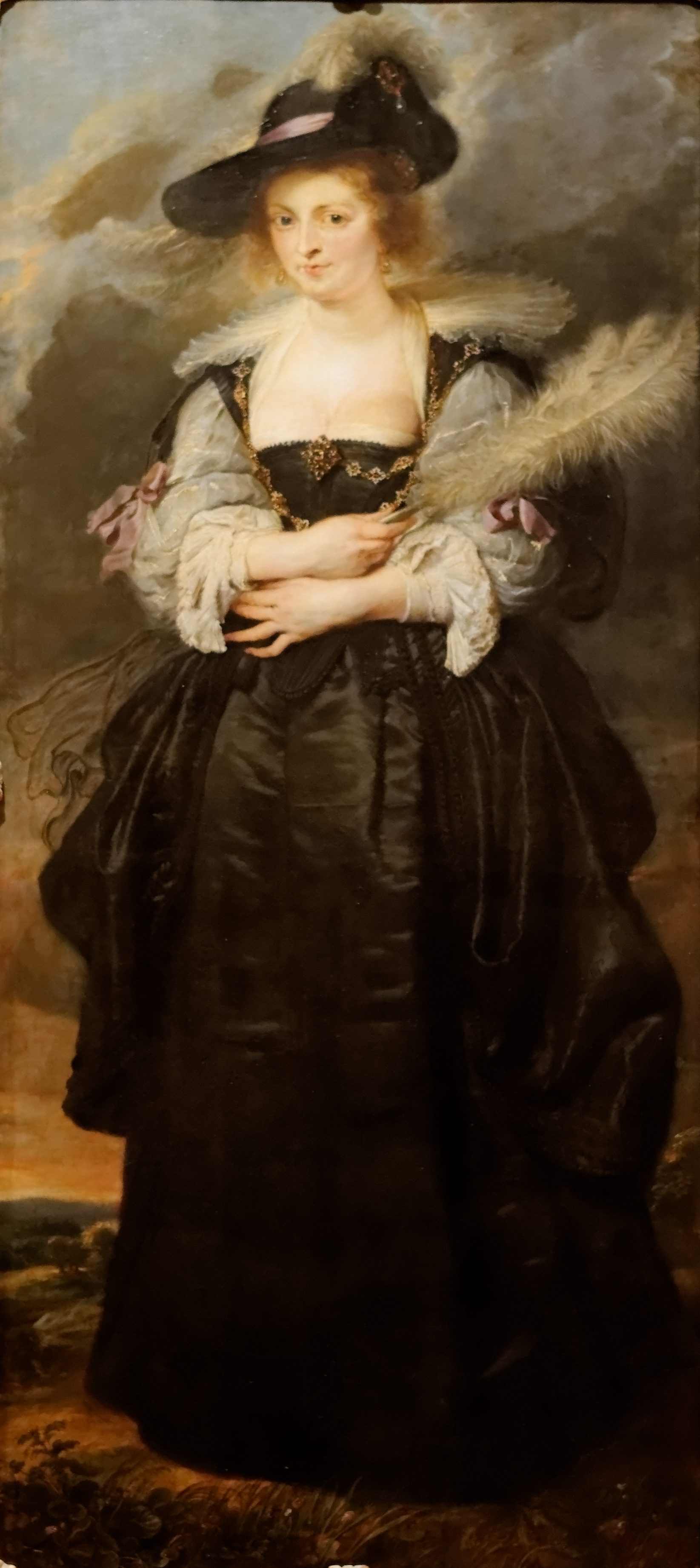
Portrait d'Hélène Fourment, Pierre Paul Rubens

L'art européen de la période de la Renaissance est illustré par des tapisseries de Mantoue et de Bruxelles, par une petite collection de médailles de grande valeur, comprenant un ensemble considérable d'œuvres de Pisanello, par un nombre restreint de livres imprimés, ainsi que par un ensemble de sculptures parmi lesquelles on distingue les œuvres d'Antonio Rossellino et d'Andrea della Robbia.

#### Art européen desXVIIIeetXIXesiècles
Calouste Gulbenkian, qui vécut longtemps à Paris, vouait une attention particulière à l'art français qui occupe une place d'honneur dans les salles du musée. Les galeries du XVIIIe siècle réunissent des peintures de Largillière, de Boucher (Cupidon et les Trois Grâces), d'Hubert Robert (deux études représentant les jardins de Versailles), de Fragonard, de Nicolas-Bernard Lépicié, de Nattier, de Maurice Quentin de La Tour, de Nicolas Lancret (Fête galante) ainsi qu'un petit tableau de Watteau, entre autres.
On trouve également des sculptures de Jean-Baptiste II Lemoyne, de Pigalle, de Jean-Jacques Caffieri et de Houdon, auteur de la statue en marbre Diane, l'un des chefs-d'œuvre de la collection. On peut également admirer des tapisseries provenant des manufactures des Gobelins, de Beauvais et d'Aubusson ainsi qu'un ensemble de meubles des époques Régence, Louis XV et Louis XVI créés par des artistes tels que Cressent, Œben, Riesener, Jacob, Carlin et Claude Séné. Les collections se composent également de pièces d'orfèvrerie, œuvres des meilleurs orfèvres français tels que Germain, Durant, Lenhendrick, Roettiers et Henri Auguste ainsi que des porcelaines de Sèvres.

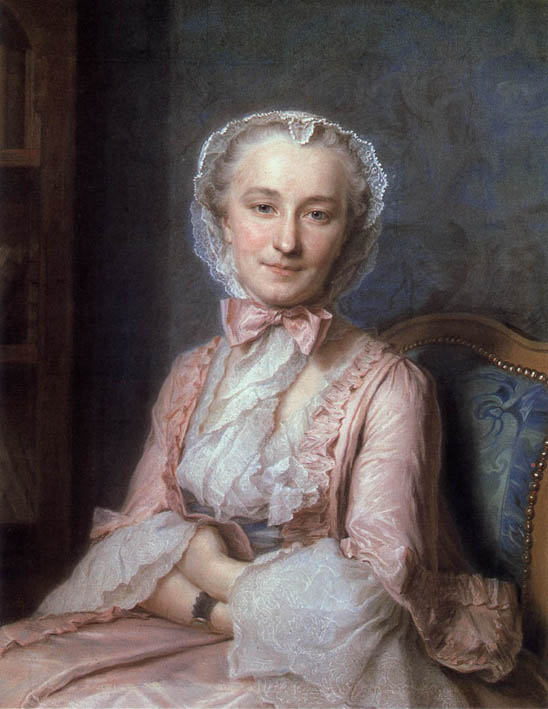
Mademoiselle Sallé, Maurice Quentin de La Tour
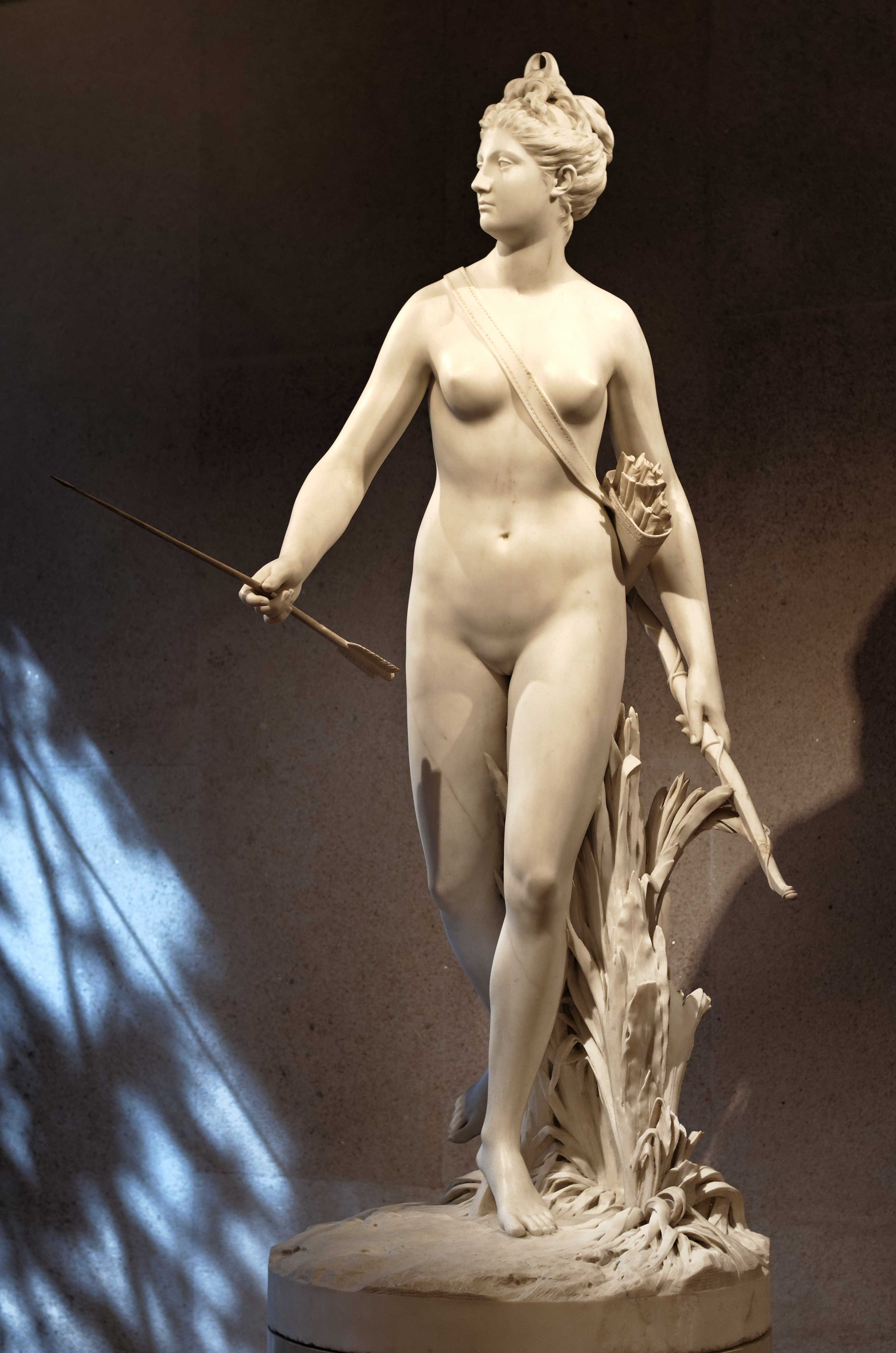
Diane, Houdon.
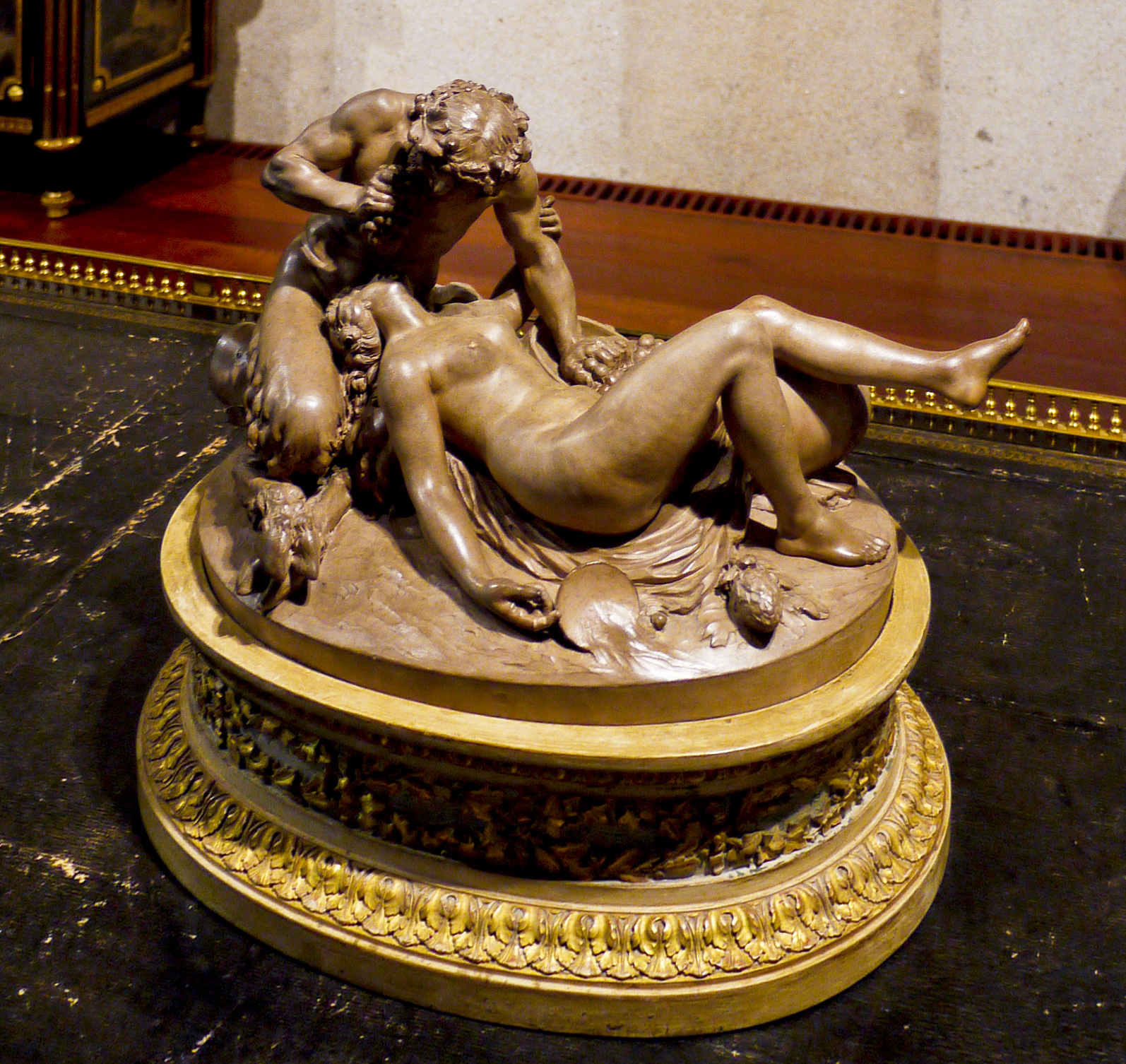
Nymphe et satyre, Clodion.
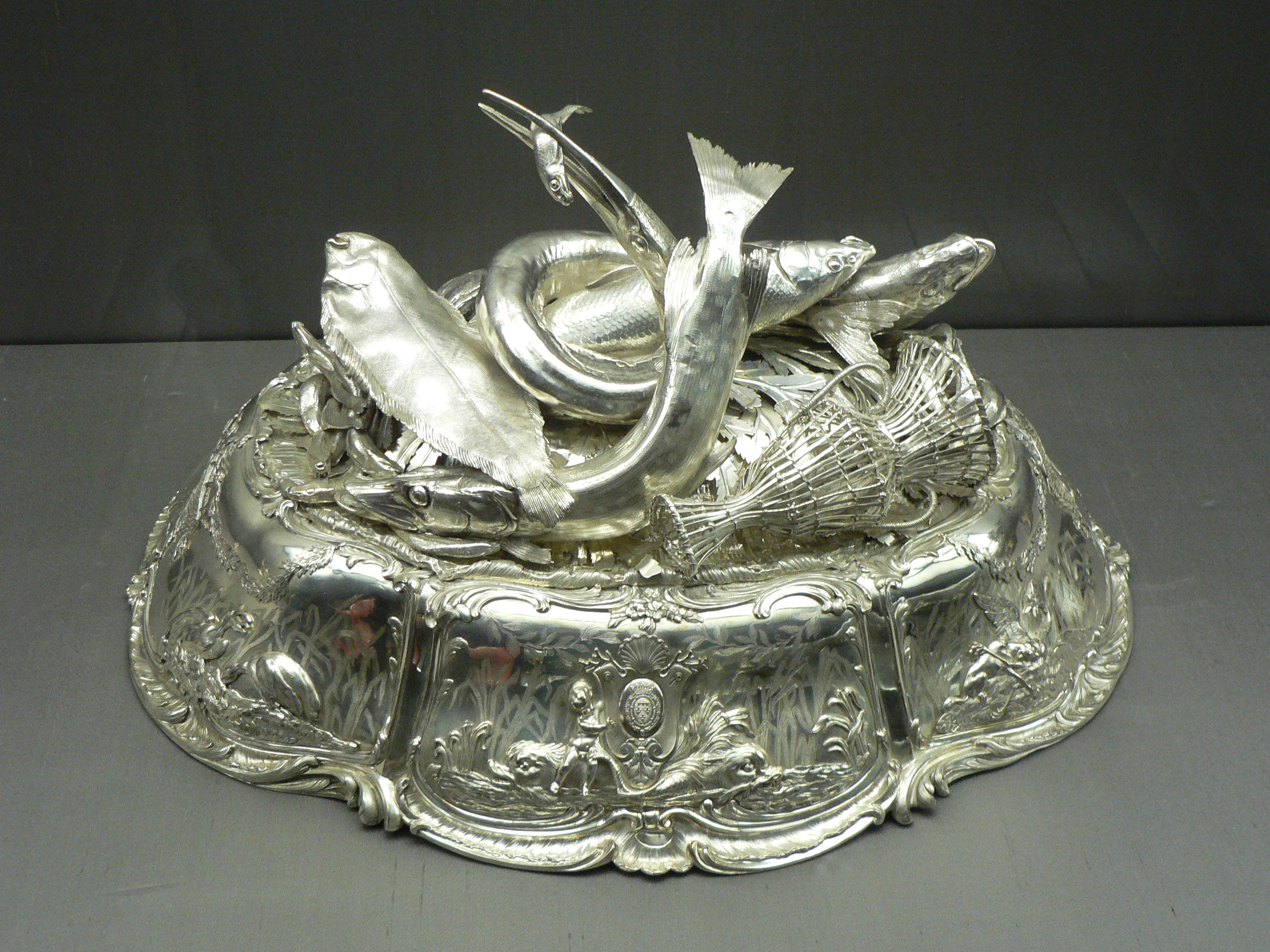
Cloche en argent par Durant.
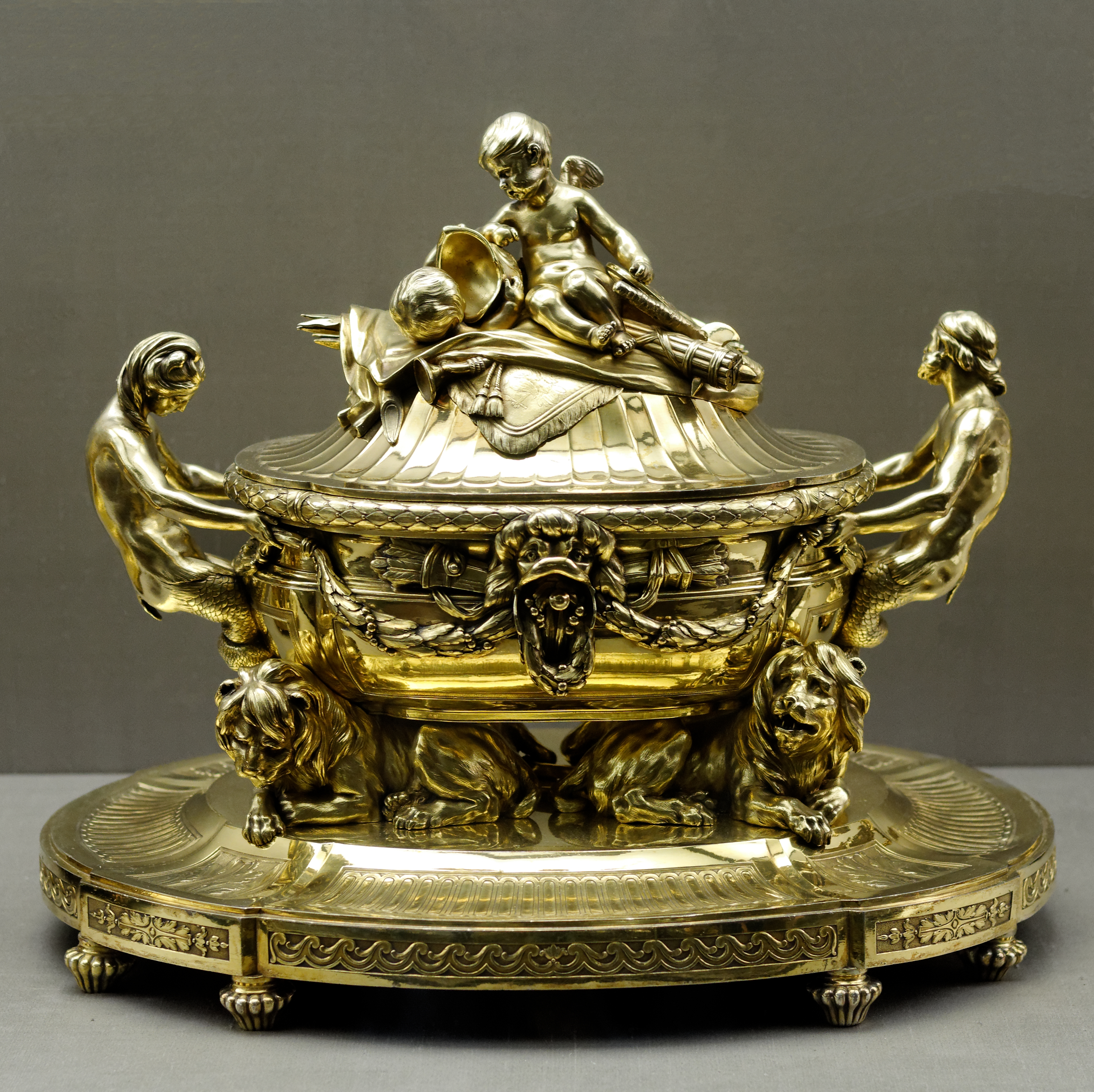
Soupière Charvel, Paris vers 1769-70.
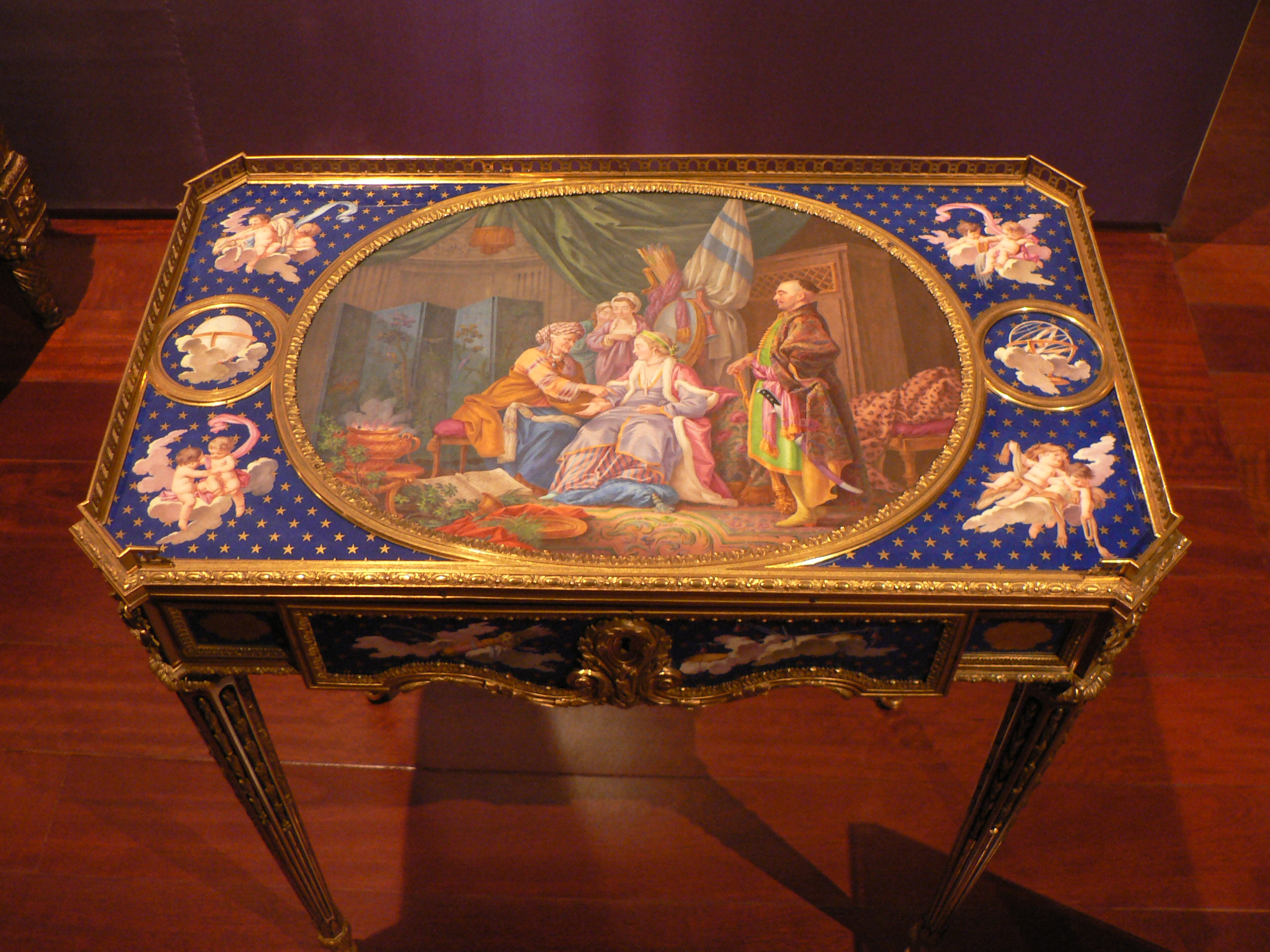
Table d'écriture par Carlin.
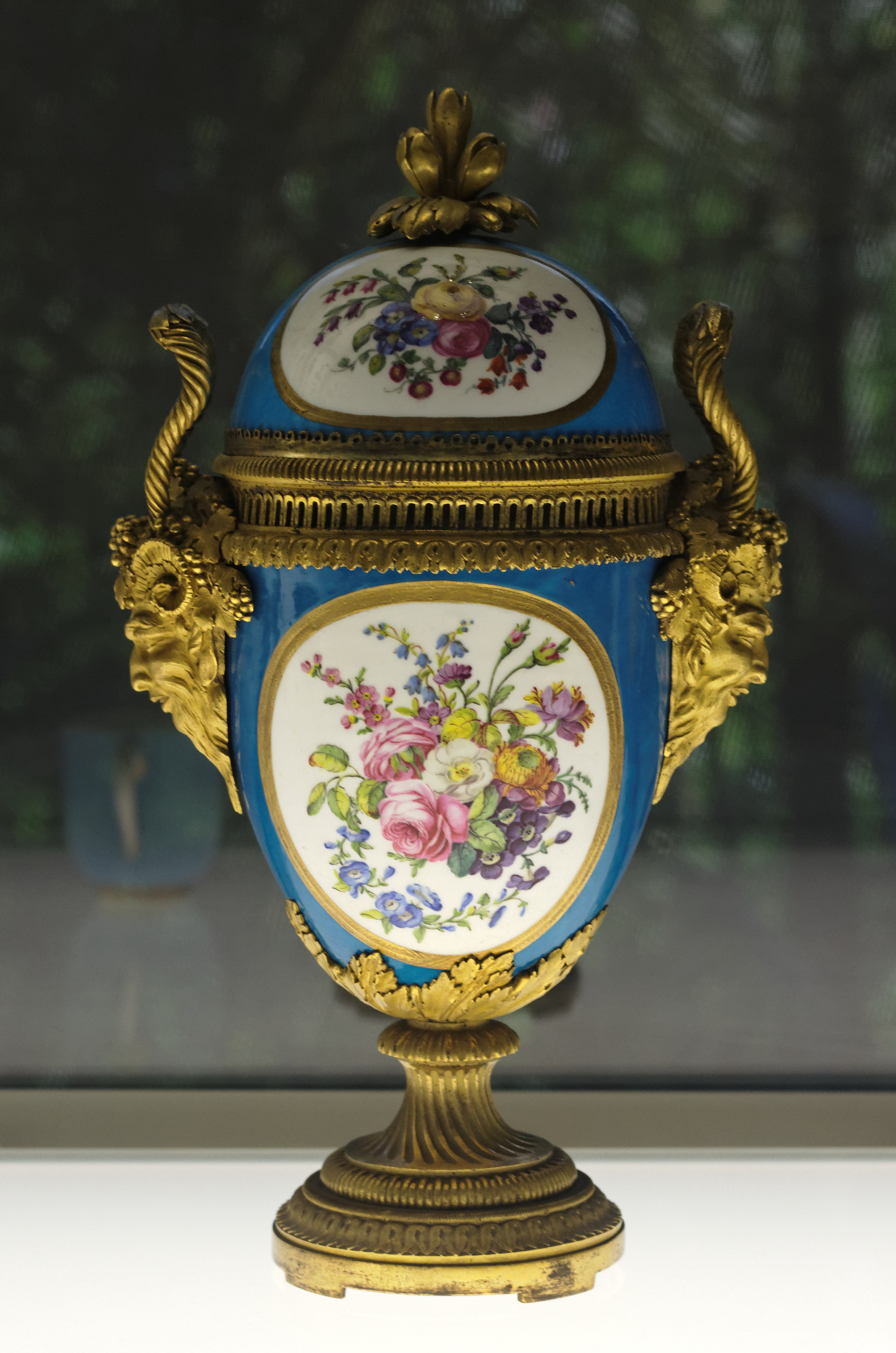
Vase en porcelaine de Sèvres.

Le XVIIIe siècle est également mis à l'honneur dans l'espace spécialement consacré au grand peintre vénitien Francesco Guardi, avec dix-neuf tableaux représentant des vues (vedute) et des « caprices » qui mêlent architectures réelles et imaginaires, exécutés à partir de 1760. Cet ensemble, unique au monde, illustre Venise à l'époque de sa splendeur, de ses fêtes opulentes et de ses régates sur fond de lagune ou de Grand Canal. Une de ses vedute s'inspire notamment du projet de Palladio pour le second pont sur le Rialto.
La salle réunit également des exemplaires des portraitistes anglais les plus réputés, comme Lawrence et Gainsborough. Turner (Quillebeuf, Le Naufrage), avec ses motifs marins et précède les dernières salles du musée où se trouve exposé l'art du XIXe siècle. Très sensible à la nature, Gulbenkian collectionnait les peintures de l'École de Barbizon, avec des œuvres de Corot, de Millet, de Stanislas Lépine, de Théodore Rousseau, de Daubigny et de Fantin-Latour (La Lecture, Panier de roses). Le courant impressionniste est représenté par des œuvres de Boudin, de Manet (La Bulle de savon), de Renoir, de Monet ou de Degas (Autoportrait).
On peut également citer le préraphaélite Burne-Jones avec Le Miroir de Vénus (1877).
Dans la collection Gulbenkian, la vision artistique du XIXe siècle est soulignée par la présentation de sculptures de Carpeaux, Barye, Jules Dalou, Rodin.

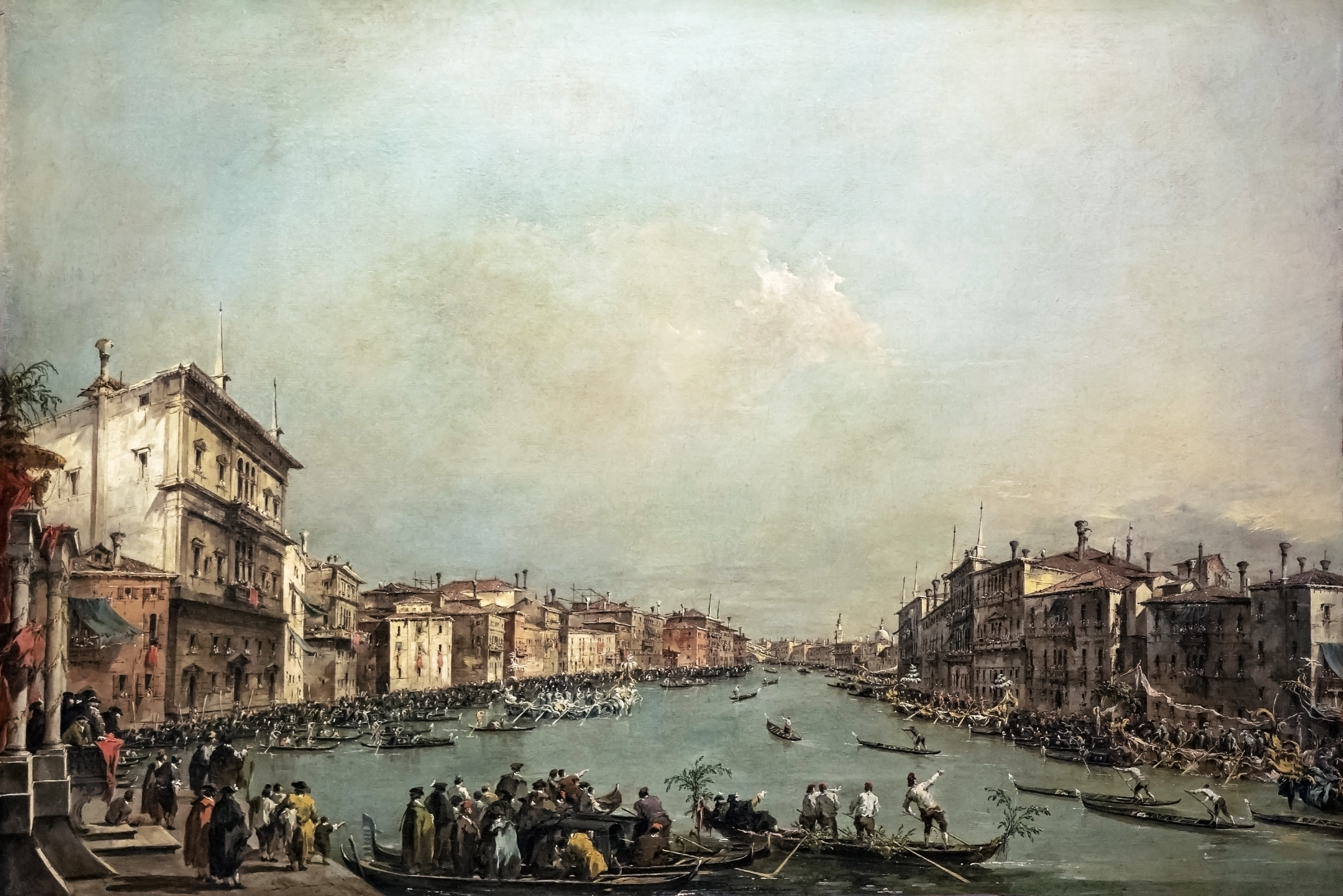
Régate sur le Grand Canal - Guardi
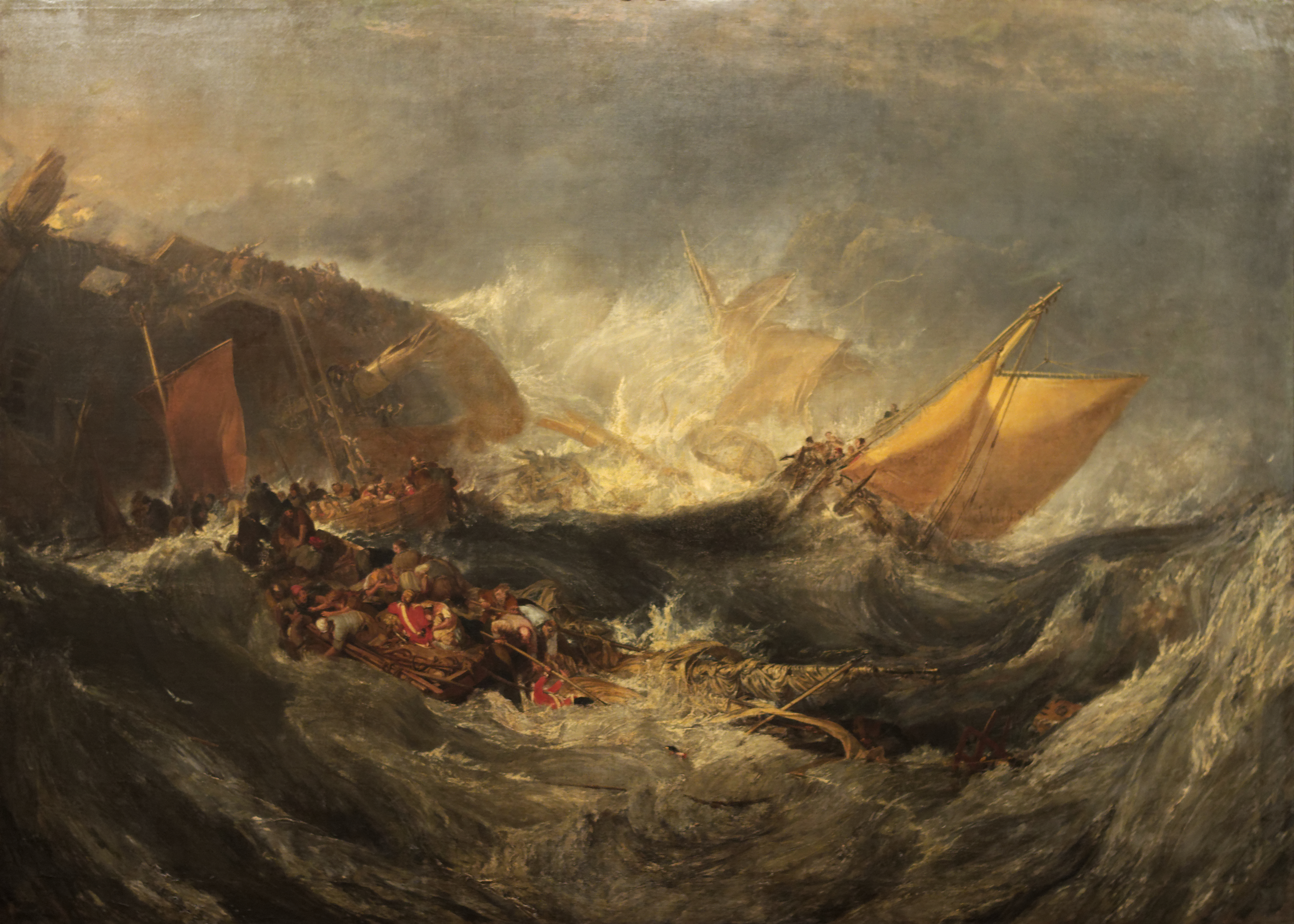
Naufrage du Minotaure, Turner.
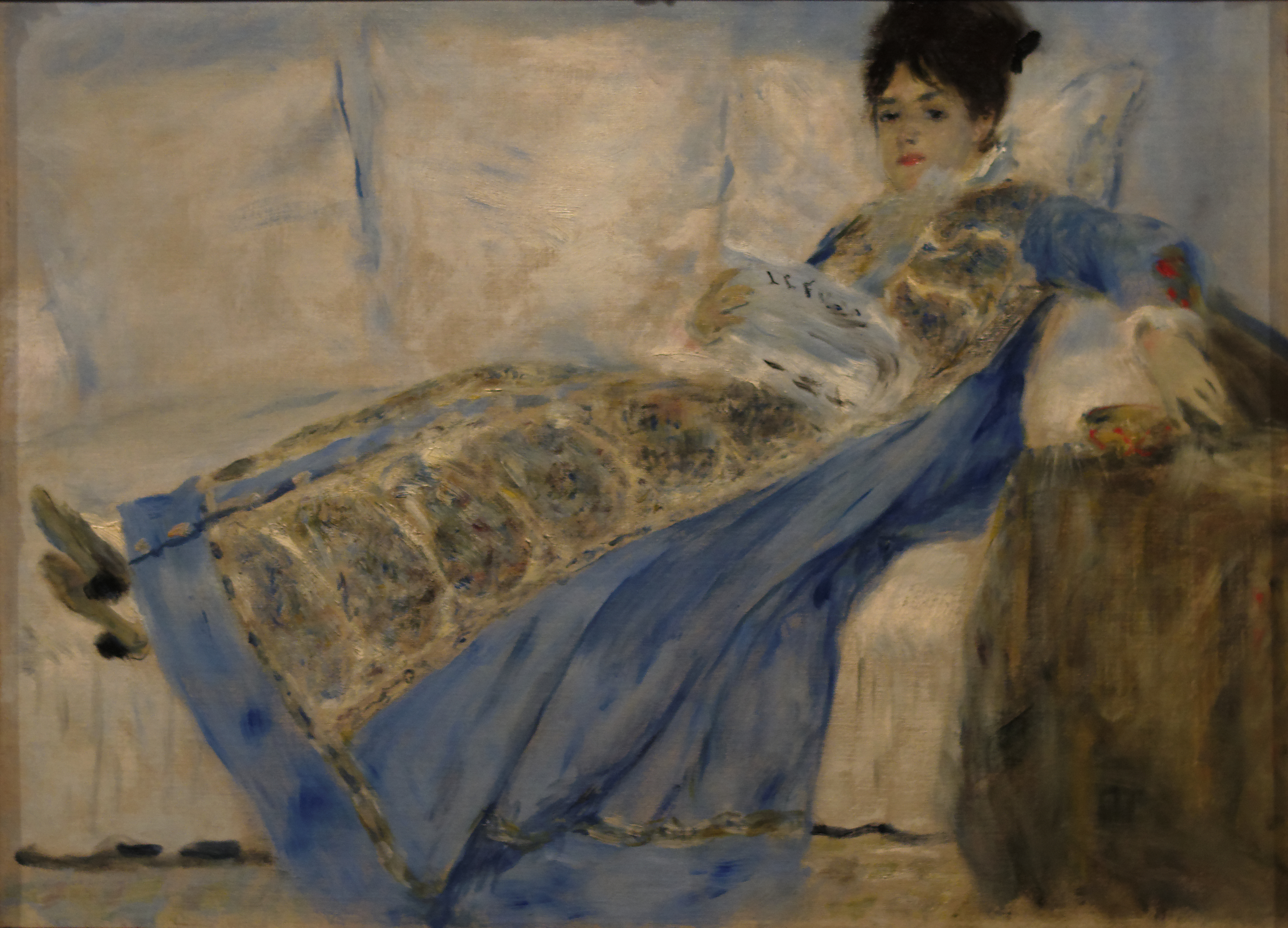
Madame Monet lisant Le Figaro, Renoir.
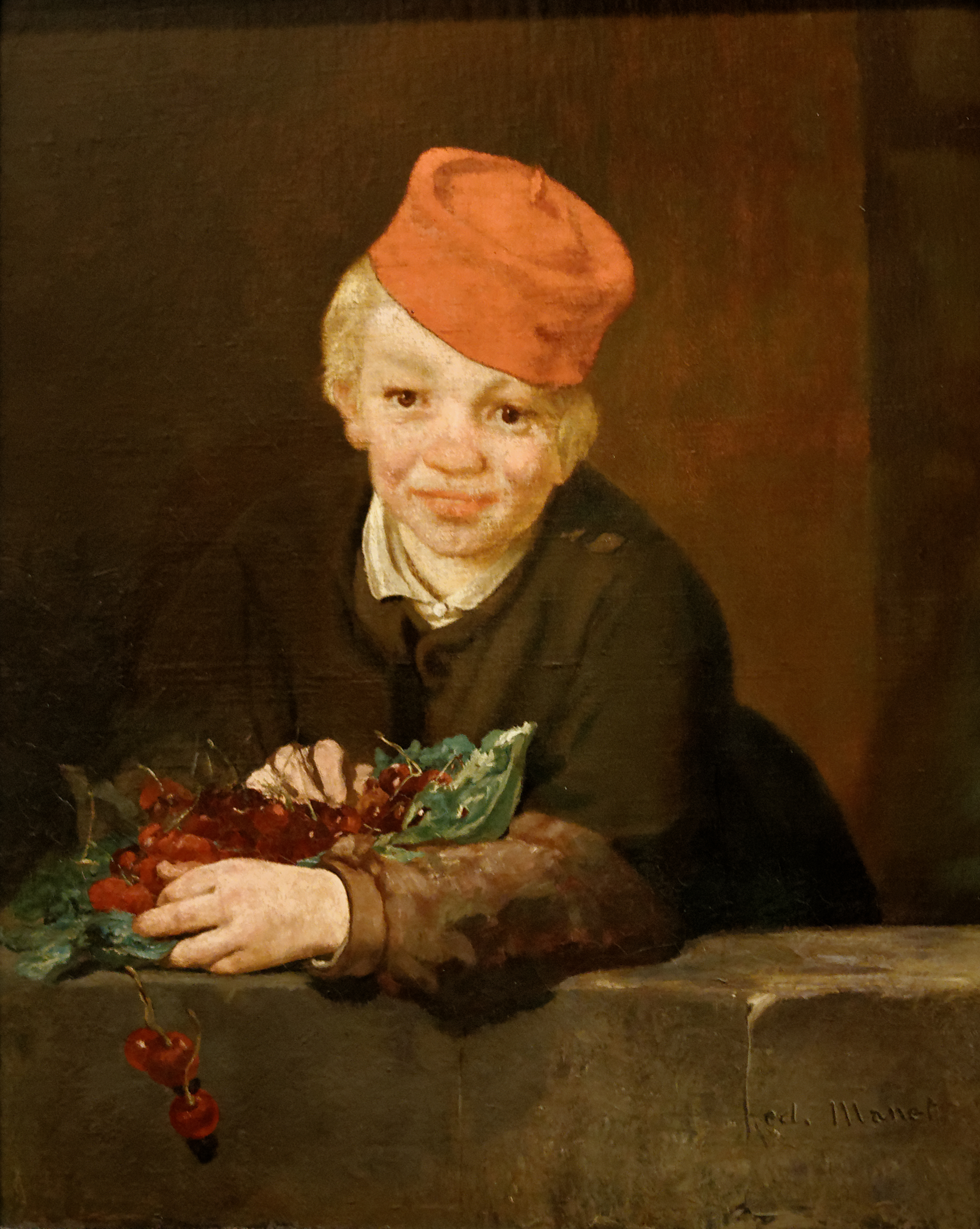
Enfant aux cerises, Manet.
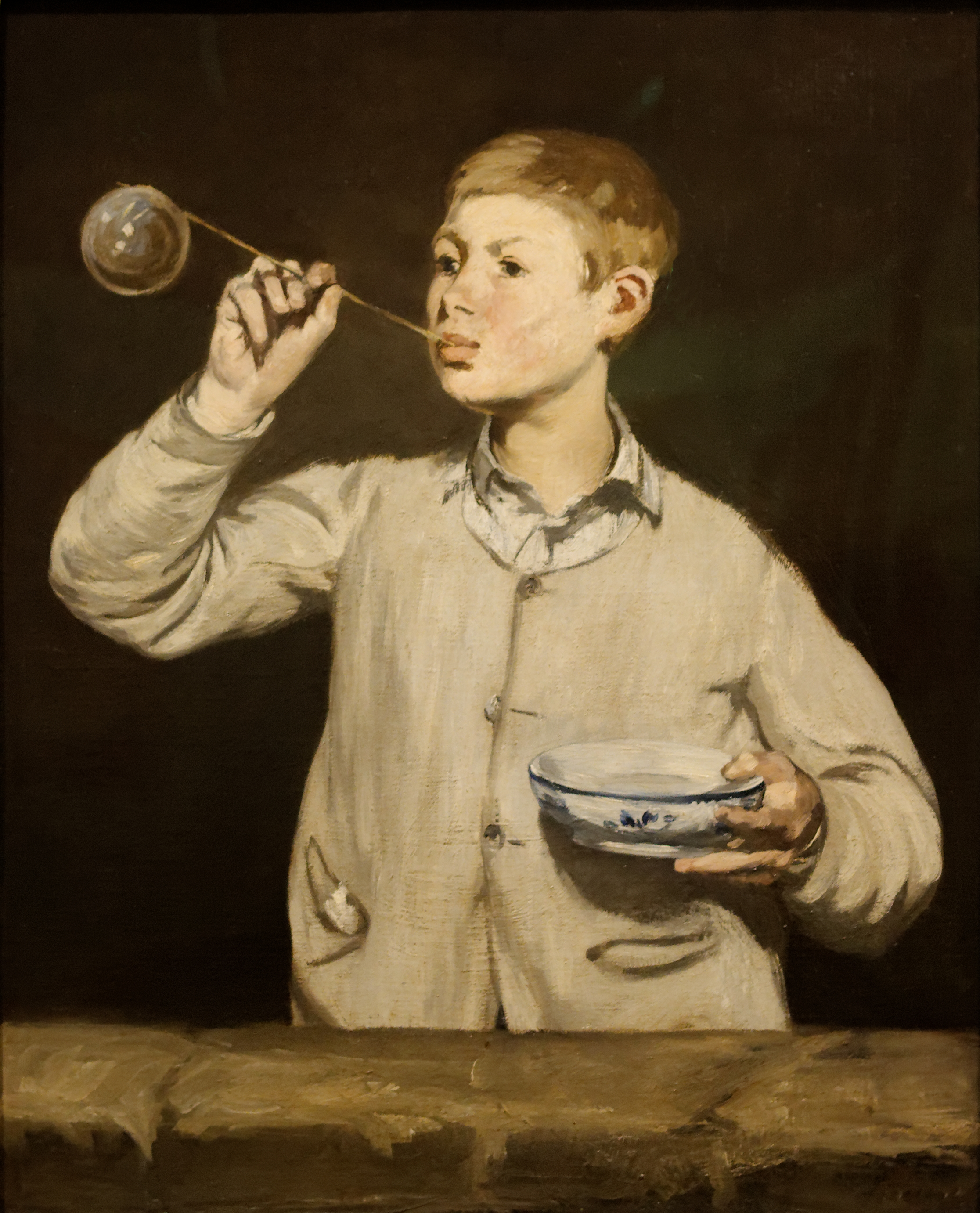
Les Bulles de savon, Manet.
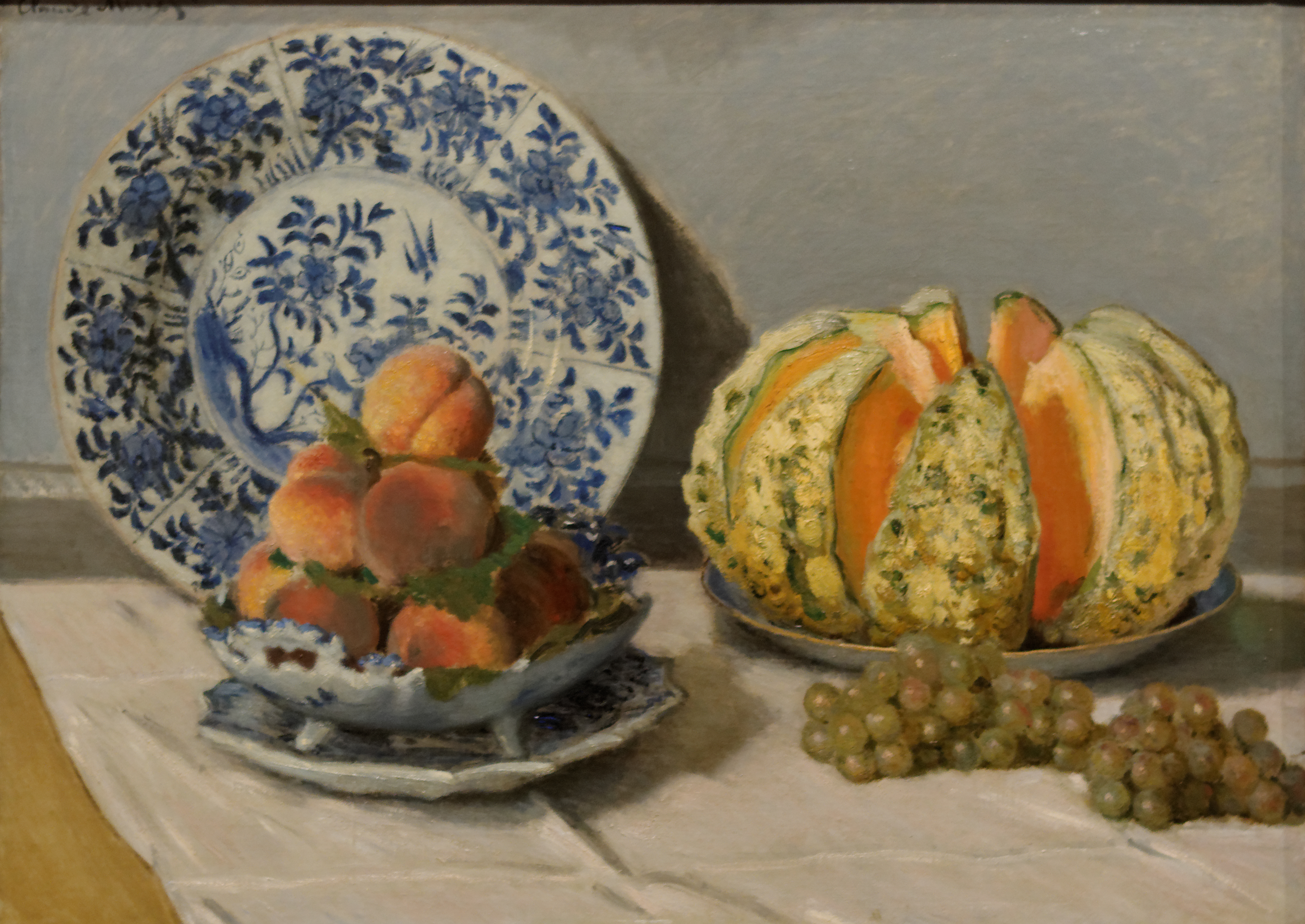
Nature morte au melon, Monet.
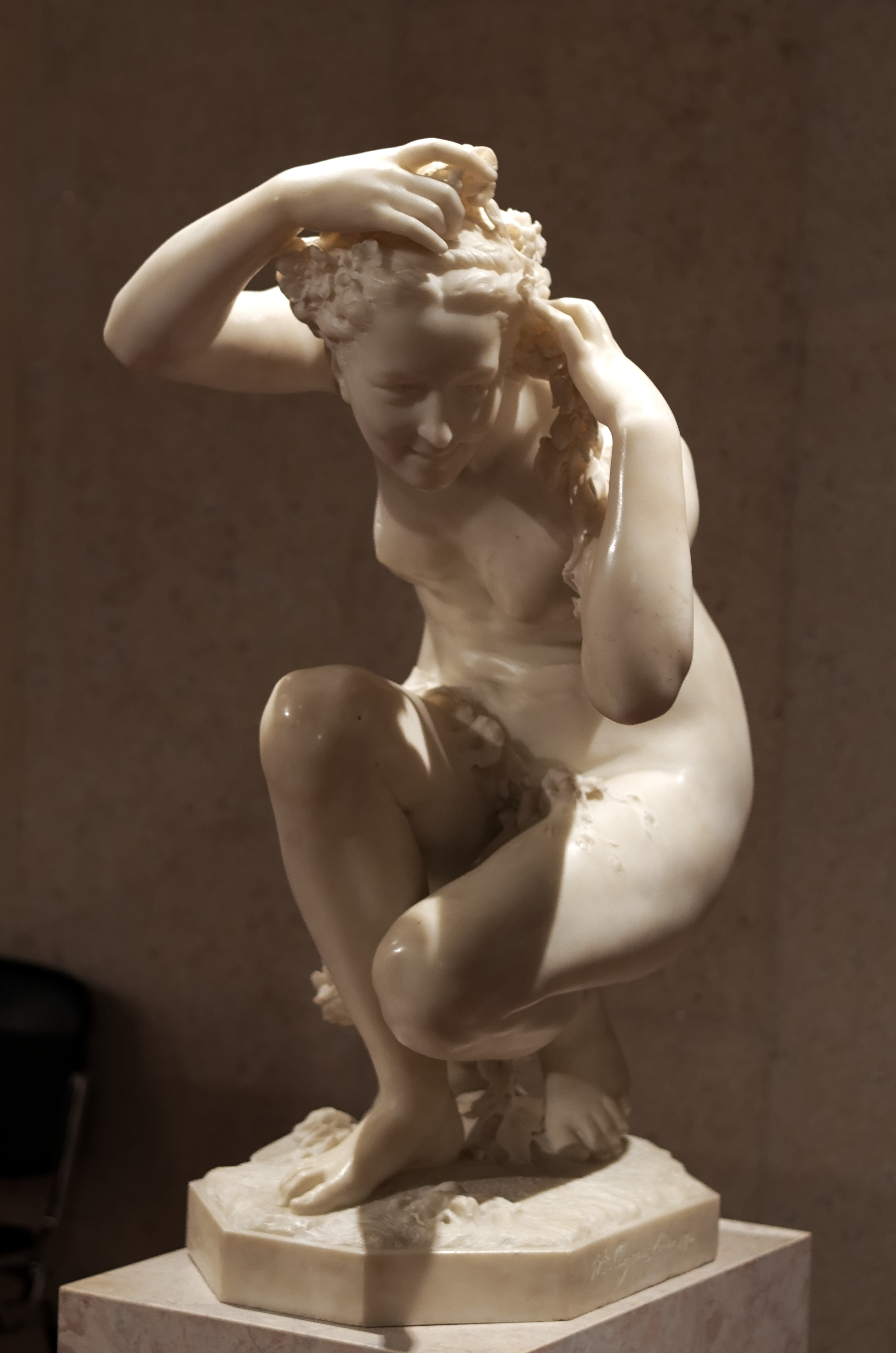
Flora, Carpeaux (1873).

#### Art nouveau
La visite du musée s'achève dans la salle 12 consacrée à l'Art nouveau où est présenté un ensemble de bijoux, parures, verreries, ivoires de René Lalique, considéré unique au monde. Lalique fut l'unique artiste moderne dont Calouste Gulbenkian devint le client et l'ami ; il acquit 169 de ses créations entre 1895 et 1937.

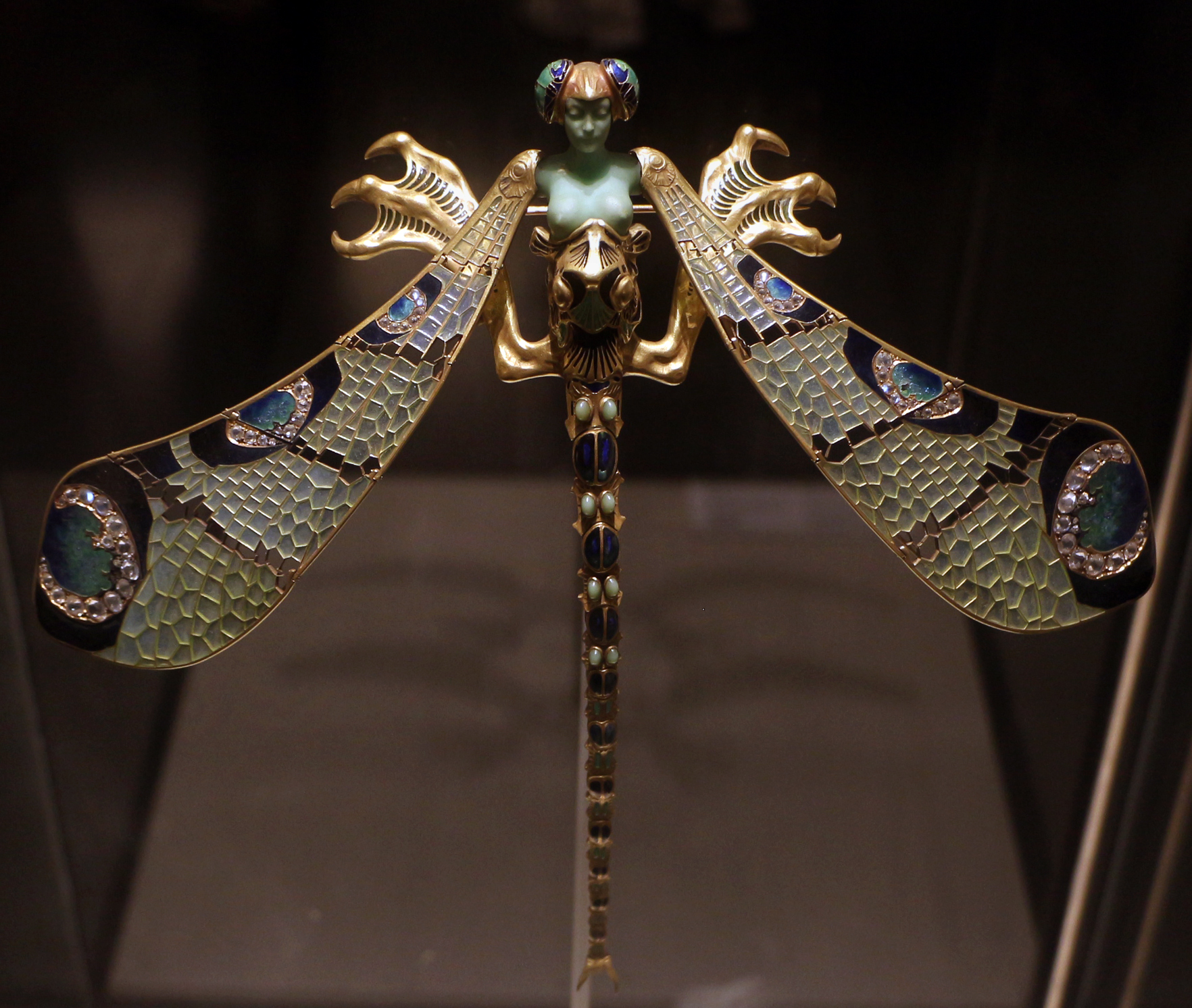
Pectoral à la libellule.
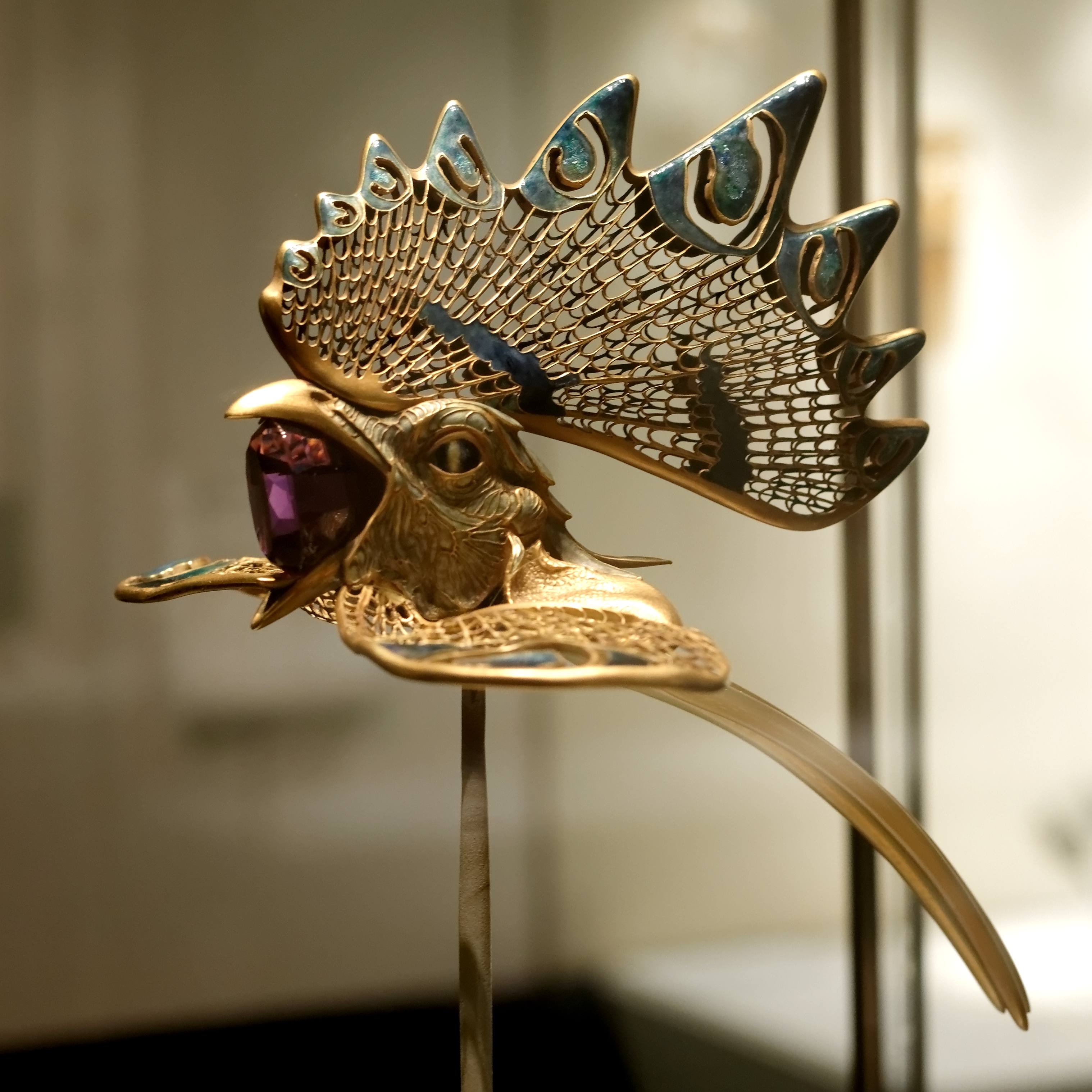
Diadème coq (1897-98).
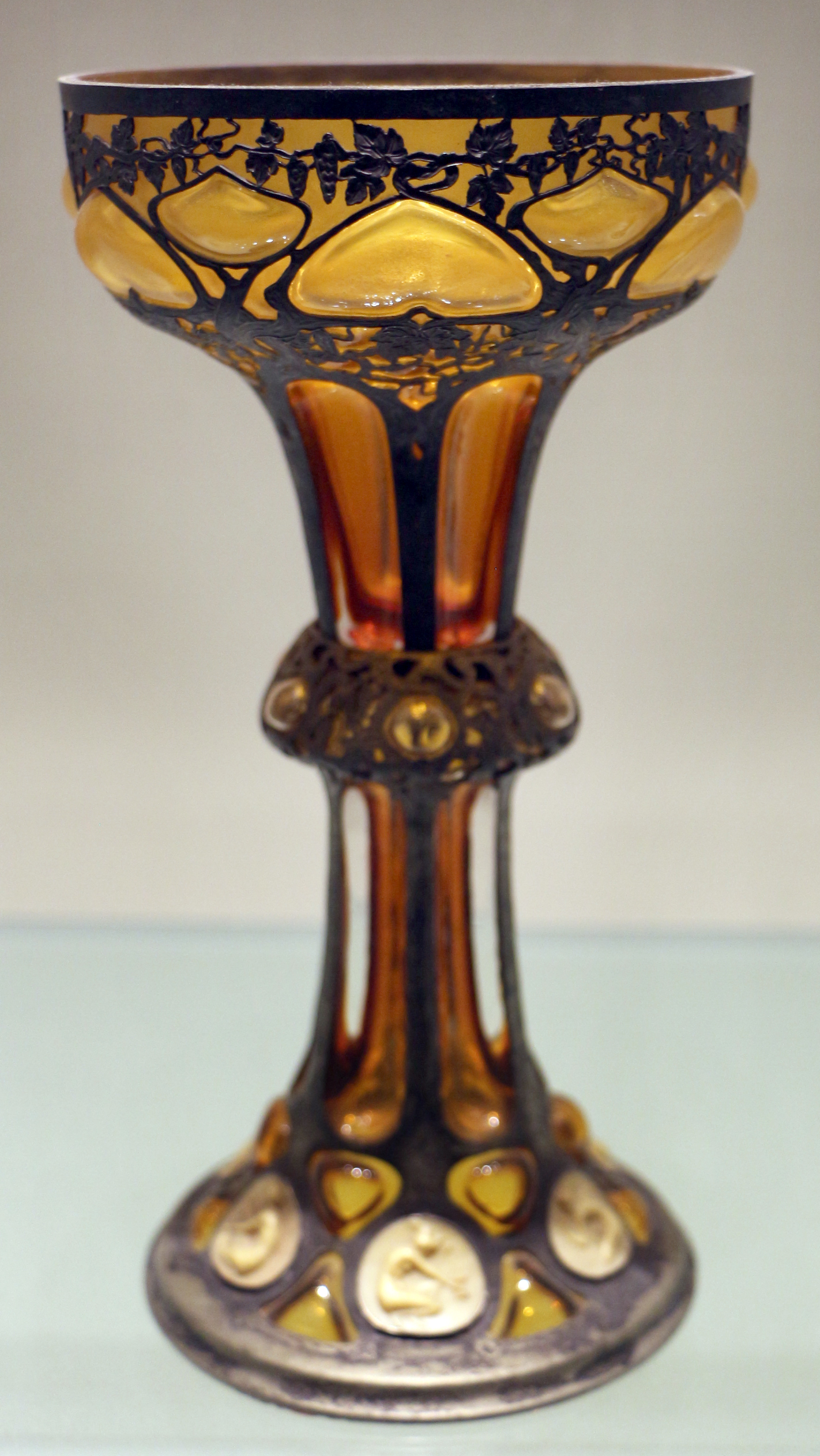
Calice aux motifs viticoles.
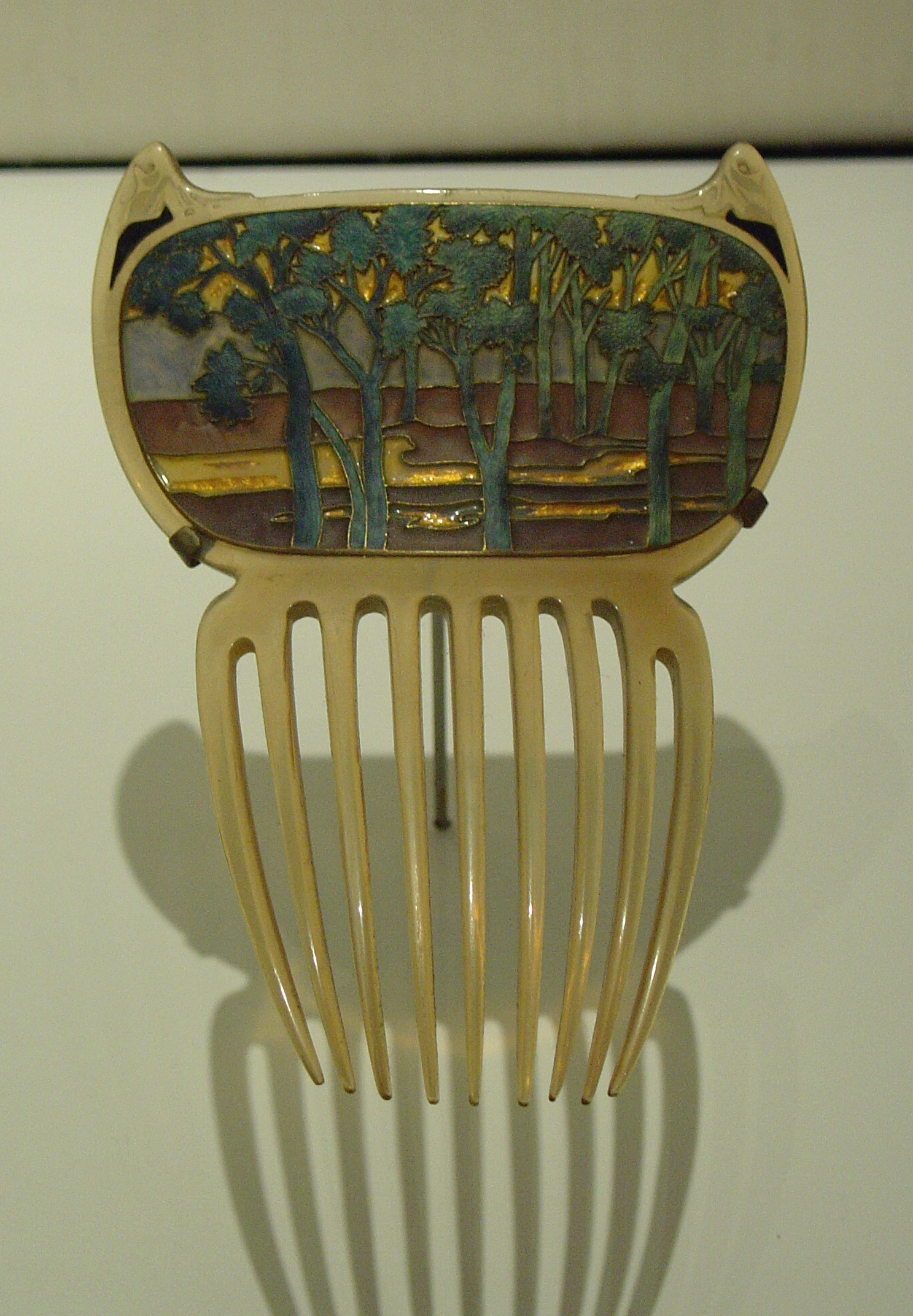
Peigne en corne.
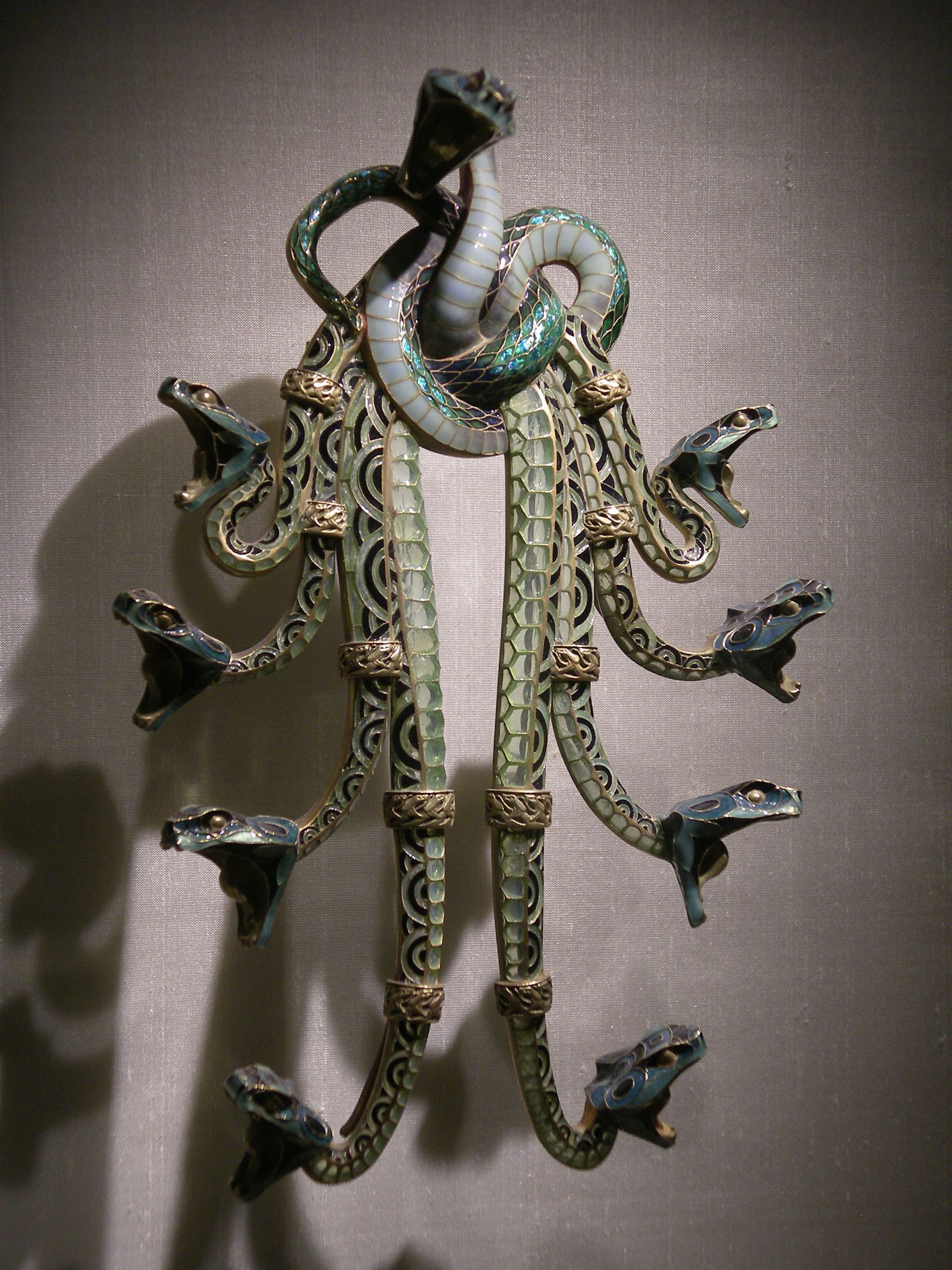
Pectoral aux serpents.
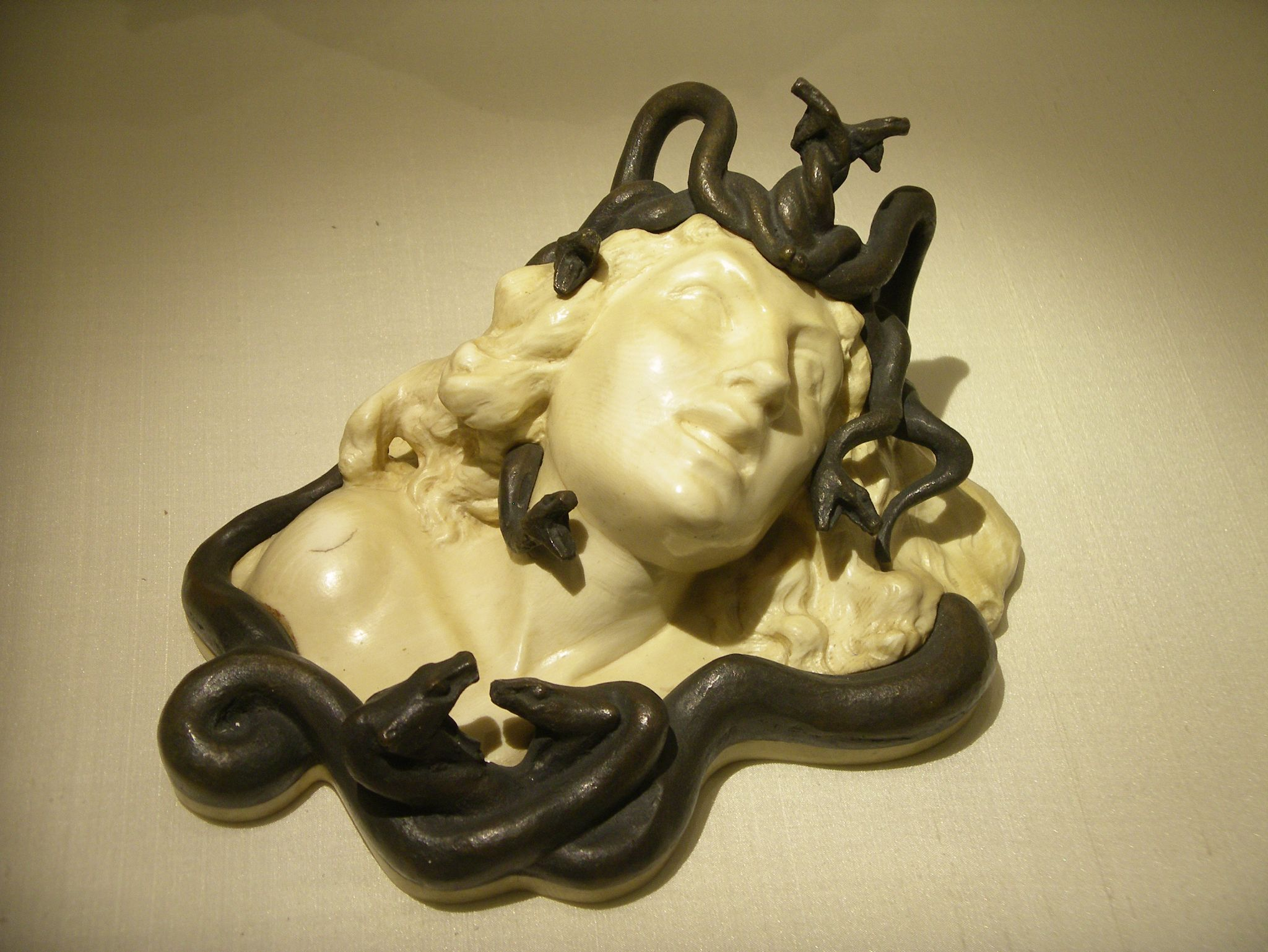
Méduse.
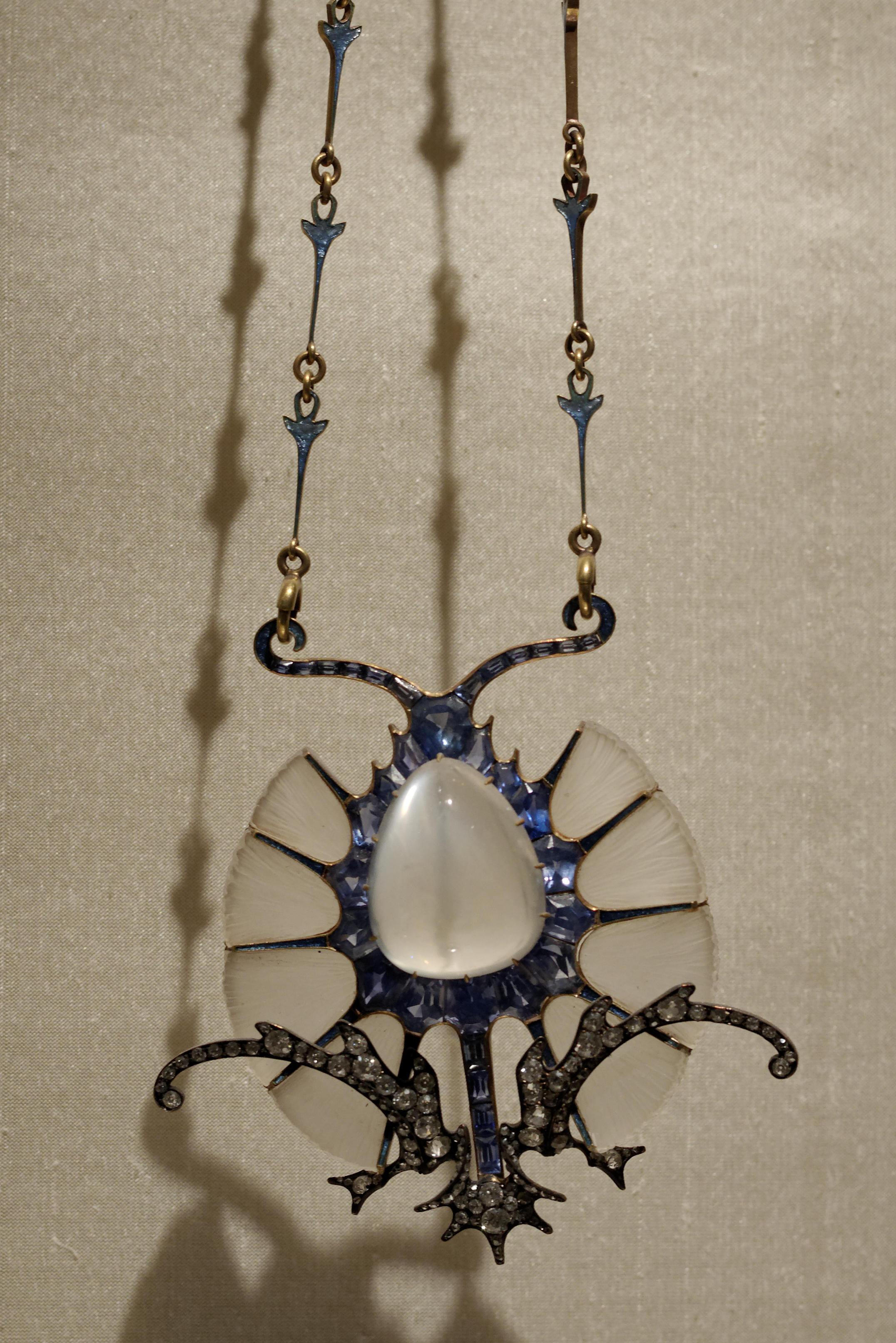
Pendentif chardon